# پادشاهی شیلا
پادشاهی شیلا (کره‌ای: 실라; هانجا: 新羅)، (۵۷ ق. م–۹۳۵ پ. م)؛ یک پادشاهی کره‌ای بود که بین سال‌های ۵۷ پیش از میلاد تا ۹۳۵ میلادی وجود داشت و در بخش‌های جنوبی و مرکزی شبه‌جزیره کره واقع شده بود. شیلا به همراه پادشاهی بکجه و امپراتوری گوگوریو، سه پادشاهی کره را تشکیل می‌دادند. شیلا کمترین جمعیت را در میان این سه پادشاهی داشت که تقریباً ۸۵۰٫۰۰۰ نفر (۱۷۰٫۰۰۰ خانوار) بود که به‌طور قابل توجهی کمتر از جمعیت ۳٫۸۰۰٫۰۰۰ نفری بکجه و جمعیت ۳٫۵۰۰٫۰۰۰ نفری گوگوریو بود.
ریشه‌های آن را می‌توان در شخصیت نیمه‌اسطوره‌ای هیوک‌گوسه (کره‌ای باستان: *پولکونه، «نور جهان») از خاندان پارک جستجو کرد. این کشور در ابتدا به‌طور متناوب توسط خاندان «پارک میریانگ» به مدت ۲۳۲ سال و خاندان «وولسونگ سوک» به مدت ۱۷۲ سال اداره می‌شد و با سلطنت پادشاه میچو از خاندان گیونگجو کیم به مدت ۵۸۶ سال آغاز شد. پارک، سوک و کیم هیچ گواهی معاصری ندارند و در عوض با نام‌های کره‌ای باستان گوسوگان «居西干» (سده نخست ق. م)، چاچاوونگ «次次雄» (سده نخست میلادی)، ایساگوم «泥師今» (کره‌ای باستان: *نیسوگوم) و ماریپگان «麻立干» (سده ۵–۶ میلادی) شناخته می‌شدند.
این خان‌سالاری در ابتدا به عنوان یک خان‌سالاری بزرگ در متحدین جین‌هان، بخشی از سامهان، آغاز به کار کرد و پس از تحکیم قدرت خود در منطقه مجاور، کنفدراسیون گایا را فتح کرد. در نهایت با اتحاد با دودمان سویی و سپس دودمان تانگ، دو پادشاهی دیگر، بکجه در سال ۶۶۰ میلاد و گوگوریو را در سال ۶۶۸ میلادی شکست داد. پس از آن، شیلای متحد بیشتر شبه‌جزیره کره را تحت کنترول گرفت، در حالی که بخش شمالی شبه‌جزیره کره به عنوان پادشاهی بالهه، جانشین گوگوریو، دوباره ظهور کرد. شیلا پس از نزدیک به ۱٫۰۰۰ سال حکومت به سه پادشاهی کوتاه مدت شیلا، بکجه نو و ته‌بونگ تجزیه شد و در سال ۹۳۵ میلادی قدرت را به گوریو واگذار کرد و تسلیم گوریو شد.

## ریشه‌شناسی
تا پیش از پذیرش رسمی نام‌های هانجا برای اداره آن، شیلا با استفاده از خواندن هوندوک از هانجا برای تقریب آوایی نام کره‌ای بومی خود، از جمله سارو (斯盧؛ 사로)، سارا (斯羅؛ 사라)، سویا[بول] (徐那 [伐鐶]، [伐辶]؛ 伐؛ 서야[벌])، سورا[بول] (徐羅 [伐]؛ 서라[벌])، و سوبول (徐伐؛ 서벌).
در سال ۵۰۴ میلادی، «پادشاه جیجونگ» نگارش نام «شیلا» را به صورت «실라؛ 新羅» استاندارد کرد. در زبان کره‌ای نوین، این نام «شیلا» تلفظ می‌شود. بر اساس «سامگوک ساگی»، نام 新羅 (شیلا) که از اجزای «شین (新)» در واژه‌ای مانند «دوکوپیلشین» (德業日新) و «لا (羅)» در واژه‌ای مانند «مانگلاسابانگ» (網羅四方) تشکیل شده، به نظر می‌رسد تفسیری کنفوسیوسی و جدید باشد.
سئول امروزی شکل کوتاه شدهٔ کلمهٔ سورابول به معنی «شهر پایتخت» است و با وجود اینکه نام رسمی آن :هانیانگ» یا «هان سونگ» بوده است، در طول دوره‌های گوریو و چوسان حتی در اسناد رسمی نیز به‌طور مداوم مورد استفاده قرار می‌گرفت. نام پایتخت شیلا به شکل کره‌ای میانه آن، سیوبول (셔블)، به معنی «شهر پایتخت سلطنتی» تغییر یافت که اندکی پس از آن به سیول (셔울) تغییر یافت و در نهایت در زبان کره‌ای مدرن به سئول (서울) تبدیل شد.
شیلا همچنین با نام گیریم (계림؛ 鷄林) به معنای «جنگل خروس» شناخته می‌شد، نامی که ریشه در جنگلی نزدیک پایتخت شیلا دارد. افسانه‌ها می‌گویند که بنیانگذار این دولت در همان جنگل، از تخم یک کاکاتریس (کره‌ای: 계룡; هانجا: 雞龍; لاتین‌نویسی اصلاح‌شده: gyeryong; lit. خروس-اژدها) متولد شد.

## تاریخ

### بنیانگذاری
در طول دوره سه پادشاهی نخست کره، مرکز و جنوب کره از سه کنفدراسیون به نام سامهان تشکیل شده بود. شیلا با نام «سارو گوک» پدیدار شد، یک دولت کوچک در کنفدراسیون ۱۲ عضوی معروف به جین‌هان. «سارو گوک» شامل شش قبیله بود که بعداً به عنوان شش قبیلع جینهان (진한 ۶부; 辰韓六部) از گوچوسان شناخته شدند.
بر اساس اسناد کره‌ای، شیلا توسط پارک هیوک‌گوسه در سال ۵۷ پیش از میلاد، در حوالی گیونگجو امروزی، تأسیس شد. گفته می‌شود هیوک‌گوسه از تخمی که اسب سفیدی گذاشته بود، بیرون آمد و هنگامی که ۱۳ ساله شد، شش قبیله به عنوان پادشاه به او تسلیم شدند و پادشاهی «سارو (که در آن زمان [si.raʔ] تلفظ می‌شد)» را تأسیس کردند که بعدها به پادشاهی شیلا تبدیل شد.
در کتیبه‌های مختلف مربوط به بناهای باستانی مانند سنگ قبرهای شخصی و بناهای یادبود، ثبت شده است که خاندان سلطنتی شیلا خود را از طریق شاهزاده شیونگ‌نو، کیم ایلجه، که در منابع چینی با نام جین میدی نیز شناخته می‌شود، از تبار شیونگ‌نو می‌دانستند. به گفته چندین مورخ، این احتمال وجود دارد که این قبیله ناشناخته در اصل اصالت کره‌ای در شبه‌جزیره کره داشته و به کنفدراسیون شیونگ‌نو پیوسته باشد. بعدها خانواده حاکم این قبیله از شبه‌جزیره لیائودونگ به کره بازگشتند، جایی که در آن رشد کردند و پس از بازگشت به شبه‌جزیره کره، با خانواده سلطنتی شیلا ازدواج کردند. همچنین برخی از محققان کره‌ای اشاره می‌کنند که قبرهای شیلا و شیونگ‌نو شرقی مشابه هستند، و برخی از محققان اصرار دارند که پادشاه شیلا از نوادگان شیونگ‌نو هستند. به احتمال زیاد خانواده‌های حاکم فقط کره‌ای زبان بومی بوده‌اند، همان‌طور که وضعیت زبانی در آن زمان نشان می‌دهد.
نیهون شوکی و کوجیکی همچنین از شیلا به عنوان مکانی یاد می‌کنند که سوسانو خدای ژاپنی، پس از تبعیدش در مکانی به نام «سوشیموری» (曽尸茂梨) برای نخستین بار از آسمان‌ها فرود آمد. تا زمان آزادسازی کره در سال ۱۹۴۵ میلادی، مورخان ژاپنی دوران میجی ادعا می‌کردند که سوسانو بر شیلا حکومت می‌کرده و کره‌ای‌ها از نوادگان او بوده‌اند، بنابراین با استفاده از نیسن دوسورون، اشغال کره توسط ژاپن را توجیه و مشروعیت می‌بخشیدند. بر اساس شینسن شوجیروکو، ایناهی نو میکوتو، برادر امپراتور اسطوره‌ای جینمو، جد پادشاهان شیلا بود. منبع دیگری که در سامگوک ساگی یافت شده است، ادعا می‌کند که مردی ژاپنی به نام هوگونگ به ساخت پادشاهی شیلا کمک کرده است.

### دوران نخستین
شیلا در روزهای نخستین خود، به عنوان یک دولت-شهر با نام «سارو گوک (사로국؛ 斯盧國)» آغاز به کار کرد که در ابتدا توسط پناهندگان یه‌مک از گوچوسان تأسیس شد. همچنین افراد پراکنده‌ای را که پس از حمله گوگوریو از فرمانداری لیلانگ گریخته بودند، پذیرفت، و بعداً مردم بومی جین را در مجاورت و مردم دونگ یه را در شمال در خود جای داد.
بر اساس سامگوک ساگی، پادشاه تالهه داماد پادشاه نامهه بود. سوک تالهه شاهزاده یونگسون گوک (龍成國) یا داپانا (多婆那國) بود که در فاصله ۱٫۰۰۰ ری (里) در شمال شرقی ژاپن واقع شده بود. به دنبال وصیت پادشاه نامهه، او چهارمین پادشاه شیلا شد. روزی، او قله‌ای کم ارتفاع در کنار کوه توهام (吐含山) پیدا کرد و خانه خود را در آن گذاشت و زغال چوب را در کنار خانه یک مقام ژاپنی به نام هوگونگ (瓠公) که در آنجا زندگی می‌کرد، دفن کرد و او را فریب داد که اجدادش آهنگر هستند، اما خانواده هوگونگ خانه آنها را گرفتند. هوگونگ فریب خورد تا خانه و اموالش را به سوک تالهه تحویل دهد. در این دوره، کیم آلجی، جد گیونگجو کیم، توسط پادشاه تالهه به فرزندی پذیرفته شد.
قلمرو خارج از پایتخت در دوره پادشاه پاسا به‌طور گسترده فتح شد. به محض اینکه او به تخت سلطنت نشست، به مقامات دستور داد کشاورزی، پرورش کرم ابریشم و آموزش سربازان را تشویق کنند. اختلاف ارضی بین اومجیپبول و سیلجیک گوک وجود داشت و دو کشور ابتدا از پادشاه پاسا خواستند تا میانجیگری کند. پادشاه پاسا حل این مسئله را به پادشاه سورونگ، که در آن زمان رهبر محلی بود، سپرد. پادشاه سورونگ مسئله ارضی را حل کرد و به نفع اومجیپبول حکم داد. با این حال، پادشاه سورونگ یک قاتل را برای کشتن رئیس شش لشکر شیلا فرستاد که در حالی که قاتل در حال فرار بود، در اومجیپبول پنهان شده بود و پادشاه تاچوگان (陀鄒干) از قاتل محافظت کرد. در پاسخ، پادشاه پاسا در سال ۱۰۲ میلادی به اومجیپبول حمله کرد و تاچوگان تسلیم شد و سیلجیک گوک و آپدوک که از شیلا وحشت داشتند نیز تسلیم شدند. شش سال بعد به «دابول گوک»، «بیجیگو کوک» و «چوپال گوک» حمله کرد و آنها را با هم ادغام نمود.
در دوران پادشاه نه‌هه، جنگ هشت پادشاهی بندری (浦上八國 亂) برای تعیین هژمونی در بخش جنوبی شبه‌جزیره کره آغاز شد. در سال ۲۰۹ میلادی، هنگامی که «هشت کشور بالایی (مصب)» (浦上八國) در حوضه رودخانه ناکدونگ به آراگایا، دوست شیلا، حمله کردند، شاهزاده آراگایا از شیلا ارتش نجات خواست و پادشاه به ولیعهد سوک اورو دستور داد تا نیروهای خود را جمع کند و به هشت پادشاهی حمله کند. ولیعهد سوک اورو، آراگایا را نجات داد و ۶٫۰۰۰ نفر از مردم گایا طرفدار شیلا را که اسیر شده بودند، نجات داد و به سرزمین مادری خود بازگرداند. سه سال بعد، سه کشور از میان هشت کشور (浦上八國)، «گولپو گوک»، «چیلپو گوک» و «گوساپو گوک»، ضدحمله‌هایی را علیه شیلا آغاز کردند. نبردی در یومهه، بخش جنوب شرقی پایتخت، رخ داد و جنگ زمانی پایان یافت که پادشاه شیلا برای جنگیدن علیه آن بیرون آمد و سربازان سه پادشاهی شکست خوردند.
شیلا تا سده دوم میلادی، به عنوان یک نهاد سیاسی مجزا در منطقه جنوب شرقی شبه‌جزیره کره وجود داشت. این دولت نفوذ خود را بر قلمروهای همسایه جین‌هان گسترش داد، اما در طول سده سوم احتمالاً چیزی بیش از قوی‌ترین بخش تشکیل دهنده متحدین جین‌هان نبود.
در غرب، پادشاهی بکجه تا حدود سال ۲۵۰ میلادی به یک پادشاهی متمرکز تبدیل شده بود و از متحدین ماهان پیشی گرفته بود. در جنوب غربی، بیون‌هان در حال جایگزینی با کنفدراسیون گایا بود. در شمال شبه‌جزیره کره، امپراتوری گوگوریو که حدود سال ۵۰ میلادی تأسیس شده بود، آخرین فرمانداری چینی را در سال ۳۱۳ میلادی نابود کرد و به بزرگ‌ترین قدرت منطقه‌ای تبدیل شد.

### ظهور یک سلطنت متمرکز
پادشاه نه‌مول از خاندان کیم، یک سلطنت موروثی تأسیس کرد و عنوان سلطنتی ماریپگان (麻立干؛ 마립간) را برای خود برگزید. با این حال، در سامگوک ساگی، پادشاه نه‌مول هنوز به عنوان عنوان ایساگوم (泥師今؛ 이사금) ظاهر می‌شود. بسیاری از مورخان او را نقطه آغاز دوره گیونگجو کیم می‌دانند که بیش از ۵۵۰ سال به طول انجامید. با این حال، حتی زمانی که خاندان کیم تاج و تخت را برای بیش از ۵۰۰ سال در انحصار خود داشت، احترام به پارک هیوک‌گوسه بنیانگذار شیلا ادامه یافت.

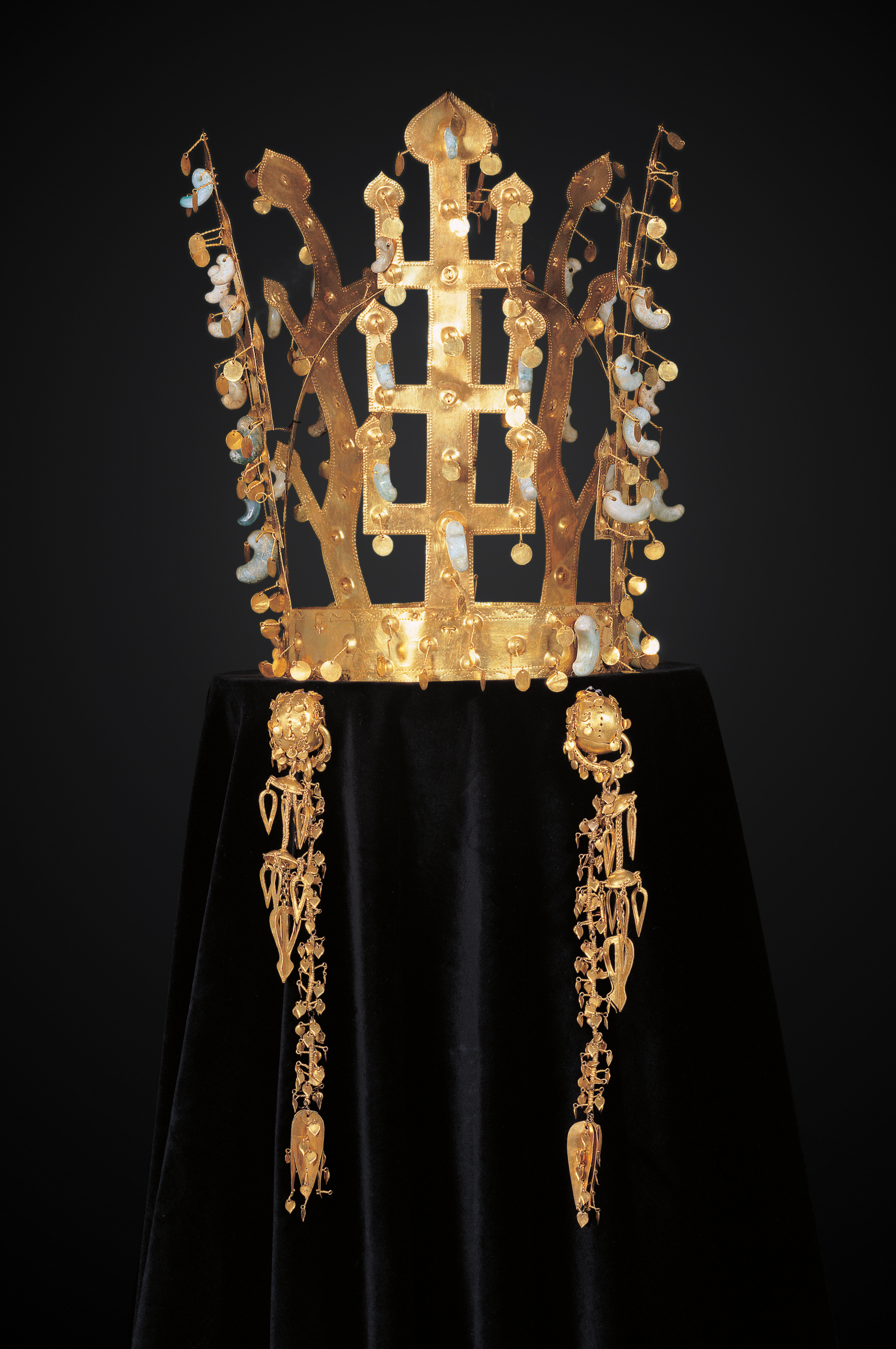
تاج سلطنتی شیلا (نیمه دوم سده پنجم میلادی)

در سال ۳۷۷ میلادی، شیلا فرستادگانی به چین فرستاد و با گوگوریو روابط برقرار کرد. در مواجهه با فشار بکجه در غرب و ژاپن در جنوب، در اواخر قرن چهارم، شیلا با گوگوریو متحد شد. با این حال، پس از لشکرکشی امپراتور گوانگ‌گه‌تو بزرگ برای اتحاد، شیلا جایگاه خود را به عنوان یک کشور مستقل از دست داد و به خراجگزار گوگوریو تبدیل شد. هنگامی که گوگوریو شروع به گسترش قلمرو خود به سمت جنوب کرد و پایتخت خود را در سال ۴۲۷ به پیونگ‌یانگ منتقل کرد، پادشاه نولجی مجبور شد با بکجه متحد شود.
شیلا در زمان پادشاه بوپهونگ یک پادشاهی تمام عیار بود، با بودیسم به عنوان دین رسمی و نام دوره کره‌ای خاص خود. شیلا در طول جنگ‌های گایا–شیلا، اتحادیه گایا را فتح کرد، گومگوان گایا را در سال ۵۳۲ میلادی ضمیمه خود کرد و ته گایا را در سال ۵۶۲ میلادی فتح کرد و بدین ترتیب مرزهای خود را تا حوضه رودخانه ناکدونگ گسترش داد.
پادشاه جینهونگ نیروی نظامی قدرتمندی تأسیس کرد. شیلا به بکجه کمک کرد تا گوگوریو را از منطقه رودخانه هان (سئول) بیرون براند و سپس در سال ۵۵۳ میلادی کنترل کل منطقه مرکزی غربی کره را از بکجه به دست گرفت و اتحاد ۱۲۰ ساله با بکجه را نقض کرد. پادشاه جینهونگ هوارانگ نیز را تأسیس کرد.
دوره اولیه با مرگ ملکه جیندوک و از بین رفتن سیستم رتبه‌بندی «خون مقدس» (성골؛ سونگگول) به پایان رسید.

### ریشه‌شناسی عنوان
عنوان سلطنتی ماریپگان (마립간) در بسیاری از تفاسیر رایج به دو عنصر تجزیه و تحلیل می‌شود که ادعا می‌شود عنصر اول از ریشه کره‌ای است.
- ماری (마리) از کره‌ای میانه 마리〮 màlí، «سر» /قابل شمارش از «سر/هر سر» یا «مو»
- مانگ-ریپ یا مانگ-نیپ (網笠)، «یک کلاه سنتی ساخته شده از موی اسب»
- مو-ریپ (毛笠)، «نوعی کلاه که خدمتکاران در قدیم می‌پوشیدند»
- می-ریپ یا می-روپ، به معنی «یک مهارت، یک ترفند، مهارت در چیزی»
- مادی (맏이) یا ماجی (맏히)، به معنی «فرزند ارشد، فرزند ارشد (فرزند خانواده)؛ بزرگتر، ارشد، کسی که سنش از سن شخص دیگری بیشتر است»
- مات-جیپ (맛집)، به معنی «خانه‌ای که سرپرست خانوار در آن زندگی می‌کند، خانه اصلی در یک ملک»
- مورو یا مارو (마루)، به معنی «برج، قله، قله (سقف، کوه، موج، و غیره)؛ اوج، نقطه اوج، بالاترین نقطه؛ نخستین، استاندارد»
- مارو (마루) یا مالو، به معنی «کف»

یا از کلمه‌ای مرتبط با کره‌ای میانه ماره به معنی «تیر، ستون، توده، چوبه دار، میخ، سنجاق (چادر)» گرفته شده است.
عنصر دوم، گان (هانگول:간)، احتمالاً هم‌ریشه کلمه هان (هانگول:한) و کلمه گون «بزرگ، عظیم» است که نخستین بار به صورت کلمه کره‌ای باستان (黑根 *hùkú-n) در اواخر دوره باستان ثبت شده است. هر دو به معنای «بزرگ، رهبر» هستند که قبلاً توسط شاهزادگان کره جنوبی استفاده می‌شد و گاهی اوقات نیز گمان می‌رود که رابطه‌ای بیرونی با عنوان مغولی/ترکی خان داشته باشد.

### زوال و فروپاشی
یک سده و نیم پایانی عمر دولت شیلا، شاهد تقریباً بی‌وقفه آشوب و جنگ داخلی بود، چرا که پادشاه به چیزی بیش از یک مقام تشریفاتی تقلیل یافته بود و خانواده‌های اشرافی قدرتمند در خارج از پایتخت و دربار سلطنتی به سلطه واقعی دست یافته بودند.
پایان این دوره، که دوره سه پادشاهی پایانی کره نامیده می‌شود، به‌طور خلاصه شاهد ظهور پادشاهی‌های بکجه نو و ته‌بونگ بود که از شورشیانی با پیشینه تاریخی مناطق مربوطه خود تشکیل شده بودند. شیلا ابتدا از بکجه نو شکست خورد و این دوران با تسلیم شیلا به گوریو پایان یافت.

## جامعه و سیاست
حداقل از سده ششم میلادی، زمانی که شیلا به یک سیستم دقیق قانون و حکومت دست یافت، جایگاه اجتماعی و پیشرفت رسمی توسط سیستم رده‌بندی خونی تعیین می‌شد. این سیستم سفت و سخت مبتنی بر دودمان، لباس، اندازه خانه و محدوده مجاز ازدواج را نیز تعیین می‌کرد.
| خون حقیقی | سر ششم    | سر پنجم | سر چهارم |
| --------- | --------- | ------- | -------- |
| ایبولچان  |           |         |          |
| ایچان     |           |         |          |
| جاپچان    |           |         |          |
| پاجینچان  |           |         |          |
| ته‌آچان    |           |         |          |
|           | آچان      |         |          |
|           | ایلگیلچان |         |          |
|           | ساچان     |         |          |
|           | گوپبولچان |         |          |
|           |           | ته‌ناما  |          |
|           |           | ناما    |          |
|           |           |         | ته‌سا     |
|           |           |         | ساجی     |
|           |           |         | گیلسا    |
|           |           |         | ته‌او     |
|           |           |         | سواو     |
|           |           |         | جووی     |

جامعه شیلا از زمان ظهورش به عنوان یک جامعه متمرکز سیاسی با ساختار اشرافی سختگیرانه خود مشخص می‌شد. شیلا دو طبقه سلطنتی داشت: «خون مقدس» (سونگگول، 성골، 聖骨) و «خون حقیقی» (جینگول، 진골، 眞骨). تا زمان سلطنت پادشاه ته‌جونگ‌مویول، این اشراف به اشراف «خون مقدس» و «خون حقیقی» تقسیم می‌شد، که دسته اول بر اساس واجد شرایط بودنشان برای رسیدن به سلطنت از هم متمایز می‌شدند. این دوگانگی زمانی پایان یافت که ملکه جیندوک، آخرین حاکم از طبقه «خون مقدس»، در سال ۶۵۴ میلادی درگذشت. تعداد اشراف «خون مقدس» برای نسل‌ها رو به کاهش بود، زیرا این عنوان فقط به کسانی اعطا می‌شد که والدینشان هر دو «خون مقدس» بودند، در حالی که فرزندان والدین یک شخص «خون مقدس» و یک شخص «خون حقیقی» به عنوان «خون حقیقی» در نظر گرفته می‌شدند. همچنین راه‌های زیادی برای تنزل رتبه یک «خون مقدس» به یک «خون واقعی» وجود داشت، که در نهایت احتمال فروپاشی کل سیستم را بیشتر می‌کرد.
پادشاه (یا ملکه) از لحاظ تئوری یک پادشاه مطلق بود، اما قدرت‌های سلطنتی تا حدودی توسط اشرافیت قوی محدود می‌شد. نکته قابل توجه این است که شیلا در داشتن پادشاهان زن منحصر به فرد بود. به عنوان مثال، سه پادشاه زن شیلایی (یوانگ، 여왕) وجود داشتند که با ملکه‌هایی که صرفاً همسران حاکمان مرد بودند، متفاوت بودند. همچنین تبار شیلایی‌ها در طول دوران از طریق خطوط پدری و مادری ردیابی می‌شد، که نشان می‌دهد زنان در مقایسه با سایر کشورهای معاصر شرق آسیا از جایگاه نسبتاً بالایی برخوردار بودند.
شورای سلطنتی به عنوان «هوابک» (화백,和白) با اختیارات تصمیم‌گیری در مورد برخی مسائل حیاتی مانند جانشینی تاج و تخت یا اعلام جنگ خدمت می‌کرد. ریاست هوابک بر عهده شخصی با عنوان «سانگته‌دونگ» بود که از رتبه «خون مقدس» انتخاب می‌شد. یکی از تصمیمات کلیدی این شورای سلطنتی، پذیرش بودیسم به عنوان دین رسمی بود.
شیلا پس از اتحاد شبه‌جزیره کره برای اداره قلمرو بسیار گسترش یافته خود، بیشتر به مدل‌های چینی–بوروکراسی تکیه کرد. این یک تغییر قابل توجه نسبت به روزهای پیش از اتحاد بود که سلطنت شیلا بر بودیسم و نقش پادشاه شیلا به عنوان یک پادشاه–بودا تأکید داشت. یکی دیگر از عوامل برجسته در سیاست‌های پس از اتحاد، تنش‌های فزاینده بین سلطنت کره و اشراف بود.

## ارتش
ارتش اولیه شیلا حول تعداد کمی از گارد سلطنتی شیلا ساخته شده بود که برای محافظت از خانواده سلطنتی و اشراف طراحی شده بودند و در زمان جنگ در صورت نیاز به عنوان نیروی نظامی اصلی خدمت می‌کردند. با توجه به فراوانی درگیری‌ها با بکجه و گوگوریو و همچنین یاماتو، شیلا شش پادگان محلی ایجاد کرد که هر کدام برای یک منطقه بود. گاردهای سلطنتی سرانجام به واحدهای «پرچم قسم خورده» یا «سودانگ» تبدیل شدند. در سال ۶۲۵ گروه دیگری از سودانگ ایجاد شد. سربازان پادگان مسئول دفاع محلی بودند و همچنین به عنوان نیروی پلیس خدمت می‌کردند.
تعدادی از بزرگ‌ترین ژنرال‌ها و رهبران نظامی شیلا، هوارانگ (معادل شوالیه‌ها یا شوالیه‌های غربی) بودند. در ابتدا، به دلیل رقابت نظامی مداوم بین سه پادشاهی کره، آنها در نهایت از گروهی از جوانان اشرافی مرد نخبه به سربازان و رهبران نظامی تبدیل شدند. هوارانگ‌ها در سقوط گوگوریو (که منجر به اتحاد شبه‌جزیره کره تحت حکومت شیلای متحد شد) و جنگ شیلا–تانگ، که نیروهای تانگ را از دو پادشاهی کره‌ای دیگر بیرون راند، نقش کلیدی داشتند.
شیلا به خاطر استفاده از کمان‌های پولادی به نام «چونبونو (천보노)» که گفته می‌شود بردی معادل هزار پله داشته و همچنین یک واحد نیزه‌دار ویژه به نام «جانگچانگدانگ (장창당)» برای مقابله با سواره نظام دشمن شناخته می‌شود. به‌طور خاص، کمان‌های پولادی شیلا به دلیل عملکرد عالی و دوامشان مورد توجه دودمان تانگ قرار گرفتند. شیلا بعدها از واحدهای ویژه کمان پولادی علیه همتایان کره‌ای خود مانند گوگوریو و بکجه و همچنین تانگ در طول جنگ شیلا–تانگ استفاده کرد. واحد نیزه‌دار، به نام چانگچانگدانگ که بعدها به عنوان «بیگوم سودانگ (비금서당)» به عنوان بخشی از «نه سودانگ (구서당)» شناخته شد و از مردم شیلا تشکیل شده بود، هدف ویژه‌ای برای مقابله با سواره نظام‌های گوک‌ترک داشت که توسط ارتش تانگ در طول جنگ شیلا–تانگ اداره می‌شدند.

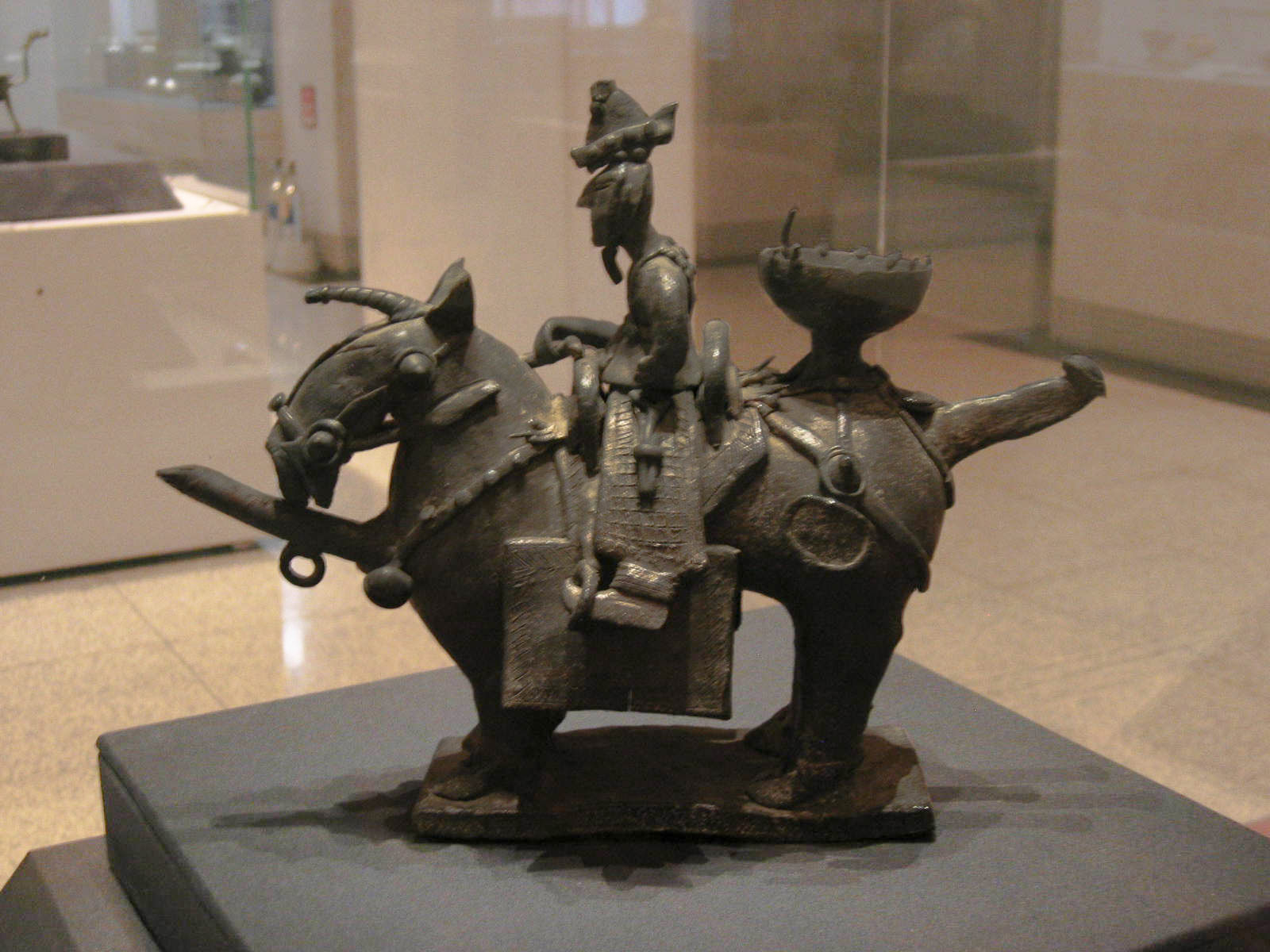
مجسمه سفالی از یک جنگجوی شیلایی سوار بر است.

ارتش مرکزی شیلا علاوه بر این نه سودانگ (구서당)، متشکل از مردم شیلا، گوگوریو، بکجه و مالگال بود. این نه سودانگ که وظیفه دفاع از پایتخت را بر عهده داشتند، پس از اتحاد سه پادشاهی توسط شیلا، از نظر شکل‌گیری و ترکیب کامل شدند. هر لژیون با رنگ‌های نماینده خود که روی یقه‌هایشان مشخص شده بود، شناخته می‌شد و از گروه‌های مختلفی تشکیل شده بود. سودانگ طلایی، قرمز و آبی تیره، گوگوریوها را به کار می‌گرفتند، در حالی که سودانگ آبی و سفید، مردم بکجه را در صفوف خود می‌پذیرفت. بیگوم سودانگ (که به رنگ قرمز نیز هستند)، سبز و بنفش توسط مردم شیلا تشکیل می‌شدند، در حالی که سودانگ سیاه، پناهندگان پراکنده مالگال را که پس از سقوط گوگوریو همراه با پناهندگان گوگوریو آمده بودند، به جمع خود پذیرفت.
شیلا همچنین به خاطر دلاوری دریایی خود که توسط نیروی دریایی با پشتیبانی کشتی‌سازی و دریانوردی استادانه نشان داده می‌شود، شناخته شده است. قایق‌های مورد استفاده معمولاً «شیلا سون (신라선)» نامیده می‌شدند که به دلیل دوام محکم و قابلیت‌های مؤثر خود که گفته می‌شد «مردان را قادر می‌سازد از بزرگ‌ترین امواج عبور کنند» در بین چینی‌ها و ژاپنی‌ها، شهرت بین‌المللی داشتند. طبق گفته شوکو نیهون کوکی، در طول جنگ شیلا–تانگ، نیروی دریایی شیلا تحت فرماندهی «ژنرال سیدوک»، نیروی دریایی تانگ را ۲۲ بار از ۲۳ درگیری در گیبولپو، (شهرستان سوچون امروزی)، شکست داد. جانگ بوگو، یکی از چهره‌های برجسته دریایی شیلا، نیز به خاطر نیروی دریایی خود که بر اساس پادگان چونگهجین بنا شده بود، مشهور بود.

## فرهنگ

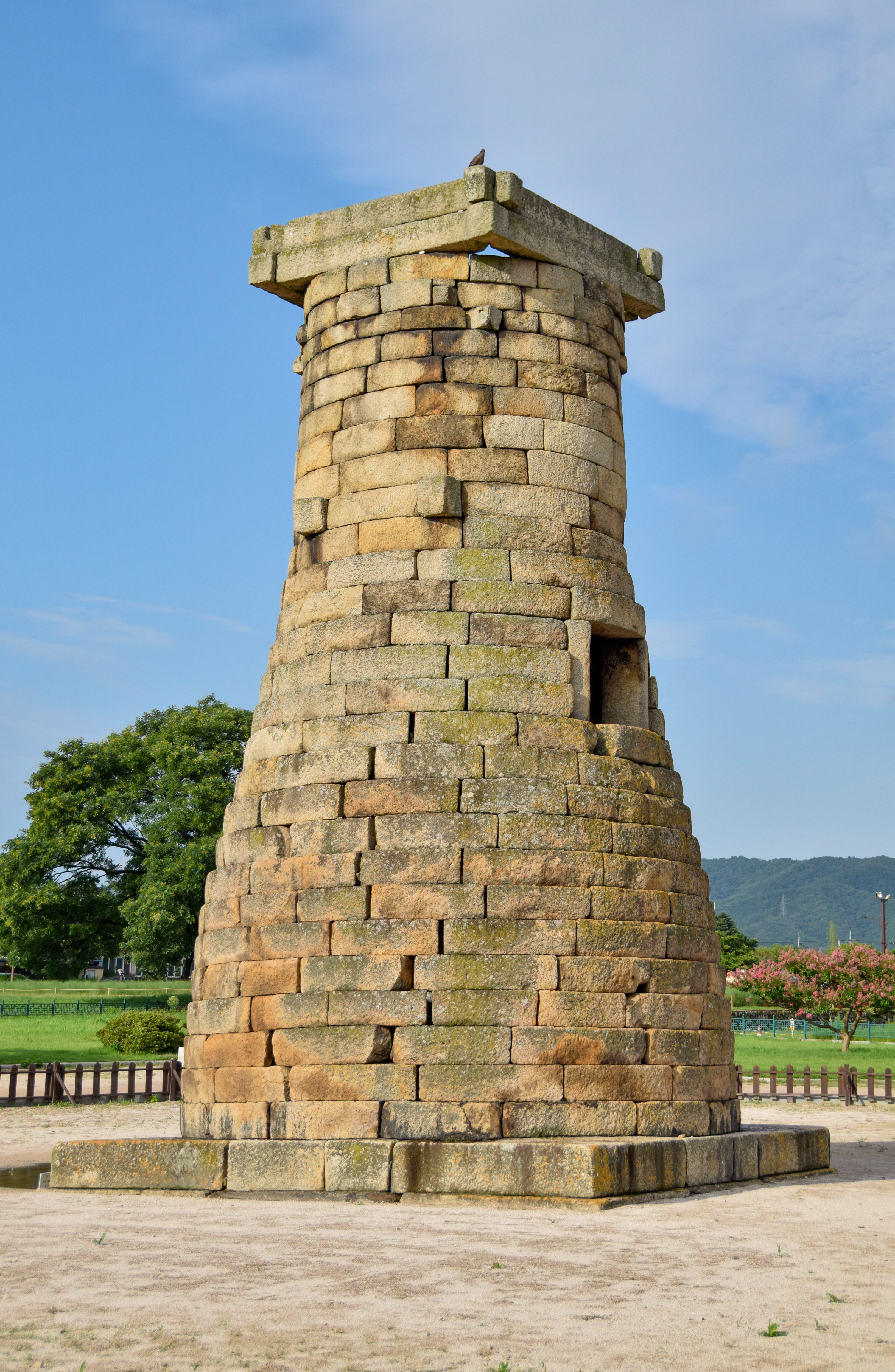
رصدخانه نجومی چومسونگته

تعداد قابل توجهی از آرامگاه‌های شیلا هنوز هم در پایتخت شیلا، گیونگجو، یافت می‌شوند. آرامگاه‌های شیلا از یک اتاق سنگی احاطه شده توسط یک تپه خاکی تشکیل شده‌اند. منطقه تاریخی اطراف گیونگجو در سال ۲۰۰۰ میلادی به فهرست میراث جهانی یونسکو اضافه شد. بخش زیادی از آن نیز به عنوان بخشی از پارک ملی گیونگجو محافظت می‌شود. علاوه بر این، دو روستا در نزدیکی گیونگجو به نام‌های روستای فولک هاهوی و روستای فولک یانگ‌دونگ در سال ۲۰۰۸ میلادی یا بعد از آن توسط شهرهای مرتبط و دولت کره جنوبی برای میراث یونسکو ارسال شدند. از آنجایی که ورود به این مقبره‌ها دشوارتر از مقبره‌های بکجه بود، تعداد بیشتری از اشیاء حفظ شده‌اند. از جمله موارد قابل توجه می‌توان به تاج‌های طلایی و جواهرات نفیس شیلا اشاره کرد.
ناقوس برنزی بزرگ پادشاه سونگدوک به خاطر تولید صدای متمایزش شناخته شده است. چومسونگته در نزدیکی گیونگجو قدیمی‌ترین رصدخانه نجومی موجود در شرق آسیا است، اما برخی در مورد عملکرد دقیق آن اختلاف نظر دارند. این رصدخانه در دوران سلطنت ملکه سوندوک ساخته شده است.
بازرگانان مسلمان نام «شیلا» را از طریق جاده ابریشم به جهان خارج از حوزه سنتی شرق آسیا آوردند. جغرافی‌دانان جهان عرب، از جمله ابن خردادبه، مسعودی، دمشقی، نویری و مقریزی، سوابقی در مورد شیلا از خود به جا گذاشته‌اند.
نوادگان فعلی پادشاهی شیلا با نام خانوادگی پارک شناخته می‌شوند. سوابق خانوادگی از زمان آخرین حاکم ارائه شده است اما این سوابق هنوز به‌طور کامل تأیید نشده‌اند.

### دین قومی بومی/شمنیسم/آنیمیسم
دین بومی باستانی کره یکی از مهمترین جنبه‌های جامعه اولیه کره را ارائه می‌داد و زندگی مردم و همچنین فرهنگ آن را در بر می‌گرفت. یکی از ویژگی‌های کلیدی آن، اعتقاد به ارواح طبیعت است که در همه چیزهای موجود ساکن هستند. حضور آن در خود فرهنگ کره دیده می‌شود و می‌توان آن را از جشنواره‌های فرهنگی و ملی مانند سولال و چوسوک گرفته تا بسیاری از اعمال در بودیسم کره‌ای که از آن سرچشمه می‌گیرند، جدایی‌ناپذیر دانست.
مذهب قومی شیلا عنصری کلیدی در دولت شیلا بود و دین دولتی را تشکیل می‌داد که بسیاری از آیین‌ها، جشنواره‌ها و مراسم ملی حول آن می‌چرخیدند. حاکم شیلا همزمان رئیس مذهبی آن و یکی از محترم‌ترین چهره‌های ملت بود و به دلیل تبارش از ارواح آسمان‌ها، جایگاهی نزدیک به خدا/قدیس داشت. به عنوان مثال، عنوان سومین پادشاه شیلا یوری ایساگوم، که چاچاوونگ هم نامیده می‌شد، یکی از شمن‌های بلندپایه دولت شیلا بود.
حاکم همچنین مراسم ملی را برای حمایت از ملت در دوران آینده به همراه خواهرش به عنوان یک شخصیت شامانی عالی رتبه که تنها پس از خود حاکم در رتبه دوم قرار داشت، اجرا می‌کرد. ملی‌گرایی منحصر به فرد و استثنایی شیلا بر مبارزه برای بقا در برابر همسایگان بسیار قدرتمندتر گوگوریو و بکجه متمرکز بود.
فرقه هوارانگ ریشه در مذهب بومی شیلا نیز داشت، جایی که جوانان برای جنگیدن برای کشور و پادشاه خود تلاش می‌کردند. آنها برای جستجوی ارواح، که به آنها قدرت غلبه بر دشمنانشان را می‌دادند، به زیارت‌های ملی‌گرایانه می‌رفتند. هوارانگ سِگی یکی از نسخه‌های خطی است که بینشی در مورد زندگی و اعمال آنها ارائه می‌دهد.
چشمه‌ها و کوه‌ها از جمله منابعی هستند که ارواح حیات از آنها سرچشمه می‌گیرند و گاهی به شکل حیوانات و دختران در می‌آیند.
وقتی شیلا بودیسم را پذیرفت، دین قومی قبلی با دین جدید تلفیق شد و تا حد زیادی مترادف با آن شد. خدایان بودایی اغلب به همان روشی که با خدایان دین بومی رفتار می‌شود، مورد توجه قرار می‌گیرند. متعاقباً بودیسم نیز راه خود را به باورهای عامیانه بومی پیدا کرد.
شمنیسم تا دوره گوریو همچنان مهم باقی ماند، و قیام بومی‌گرایانه‌ای که ظاهراً توسط یک راهب درباری بودایی به نام «میوچونگ» رهبری می‌شد، در قرن دوازدهم رخ داد.
«پالگوانهه» و «یون‌دونهه» جشنواه‌های ملی گوریو در حالی جشنواره‌های بودایی بودند، در اصل جشنواره‌های شمنی بومی بودند.
در دوران پادشاهی چوسان، شمن‌ها هنوز مورد توجه مردم عادی بودند، به عنوان مثال، مردم اغلب برای تعیین نام فرزندانشان به آنها مراجعه می‌کردند.

### بودیسم
قرن‌ها پس از ظهور بودیسم در هند، شاخه‌ای از بودسم به نام مهایانه از آسیای مرکزی، افغانستان امروزی، گسترش یافت و به دلیل انزوای جغرافیایی، آخرین خروج از گوگوریو و بکجه به شیلا رسید. در کره، این مذهب به عنوان دین رسمی سه حکومت تشکیل‌دهنده دوره سه پادشاهی کره ابتدا توسط گوگوریو در سال ۳۷۲ میلادی، توسط شیلا در سال ۵۲۸ میلادی و توسط بکجه در سال ۵۵۲ میلادی پذیرفته شد. بودیسم در مقایسه با دو دین دیگر، در سال ۵۲۸ با اکراه بسیار بیشتری به شیلا معرفی شد. شیلا بیش از یک قرن در معرض این مذهب قرار داشت که طی آن این مذهب قطعاً به میان مردم بومی نفوذ کرده و با مذهب عامیانه شمن‌گرایی و آنیمیسم بومی آمیخته شده بود تا شکل خاص کره‌ای بودیسم را تشکیل دهد. آدو راهب بودایی، هنگامی که در اواسط قرن پنجم برای تبلیغ دین به کره آمد، آیین بودایی را به این کشور معرفی کرد. سامگوک یوسا و سامگوک ساگی، سه راهب را که از نخستین کسانی بودند که آموزه‌های بودایی یا دارما را به کره آوردند، دنبال می‌کنند: مارانانتا (اواخر سده چهارم میلادی) - یک راهب بودایی هندی که بودیسم را در سال ۳۸۴ به پادشاهی بکجه در جنوب شبه جزیره کره آورد، سوندو - یک راهب بودایی چینی که بودیسم را در سال ۳۷۲ میلادی به گوگوریو در شمال شبه‌جزیره کره آورد، و آدو - یک راهب بودایی که بودیسم را به شیلا در جنوب شبه‌جزیره کره آورد. با این حال، طبق افسانه‌ها، سلطنت شیلا تنها با شهادت ایچادون، ژنرال شیلایی که به دلیل ایمان بودایی خود توسط پادشاه شیلا در سال ۵۲۷ میلادی اعدام شد، متقاعد به پذیرش این آیین شد، اما خون او به رنگ شیر جاری شد.
اهمیت بودیسم در جامعه شیلا در پایان دوران نخستین آن، به سختی قابل اغراق است. از زمان پادشاه بوپهونگ و شش سلطنت بعدی، پادشاهان شیلا نام‌های بودایی را برگزیدند و خود را به عنوان پادشاهان بودایی به تصویر کشیدند.

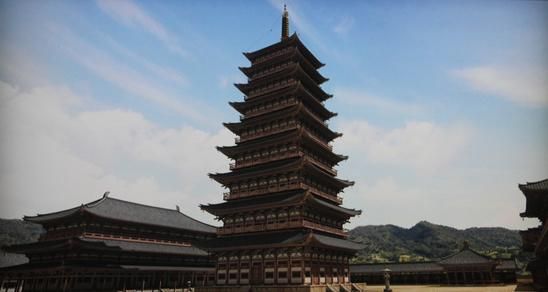
معبد اژدهای طلایی که با نام هوانگریونگسا نیز شناخته می‌شود، بعدها در جریان حمله مغول به کره ویران شد.

بودیسم در کره در سده هفتم میلادی با ظهور راهبان دانشمند برجسته و نخبه‌ای مانند ونهیو، اویسانگ و جاجانگ که بر فلسفه شرق آسیا تأثیر گذاشتند و نقش‌های محوری در ایجاد ایده‌های کلیدی در بودیسم شرق آسیا مانند ذات-عملکرد ایفا کردند، به عصر طلایی خود رسید. معبد عظیمی با حمایت دولت، معابد مانند معبد اژدهای طلایی، معبد قلمروهای بودایی و عزلتگاه‌هایی مانند سوکگورام در سراسر کشور ساخته شدند. آرمان‌ها و اعمال بودایی صرف نظر از طبقه اجتماعی، در زندگی روزمره مردم نفوذ کرد و دربار و همچنین دولت، بودیسم را به عنوان نمادی از میهن‌پرستی در زمان تهاجم‌ها به طور فعال ترویج می‌کردند. ارزیابی اصلی این است که آثار باستانی و ویرانه‌های معابد مربوط به شیلا که امروزه یافت می‌شوند، از زمان خود جلوتر بودند و از نظر اندازه و تجمل از گوریو و چوسان پیشی گرفتند. بسیاری از راهبان شیلایب که بخشی از طبقه نخبگان بودند، ترجیح دادند با تحصیل در خارج از کشور در تانگ چین یا سفر به غرب به هند، تجربه و دانش خود را گسترش دهند. هِیچو، که به خاطر سفرنامه‌اش با عنوان «شرح سفر به پنج پادشاهی هند» شناخته می‌شود، یکی از راهبان کره‌ای بسیاری بود که به سرزمین‌هایی در غرب چین سفر کرد که در آن زمان هنوز توسط کره‌ای‌ها بازدید نشده بود.
ماهیت قوی بودایی شیلا همچنین توسط هزاران پیکره و حکاکی سنگی بودایی باقی مانده، که عمدتاً در نامسان قرار دارند، منعکس می‌شود. تأثیر بین‌المللی سلسله تانگ بر این پیکره‌ها و حکاکی‌ها را می‌توان در نشانه‌هایی از فرم کامل گرد، حالت چهره جدی و لباس‌هایی که به بدن چسبیده‌اند، مشاهده کرد، اما عناصر سبکی فرهنگ بومی کره را هنوز هم می‌توان شناسایی کرد.

## روابط خارجی

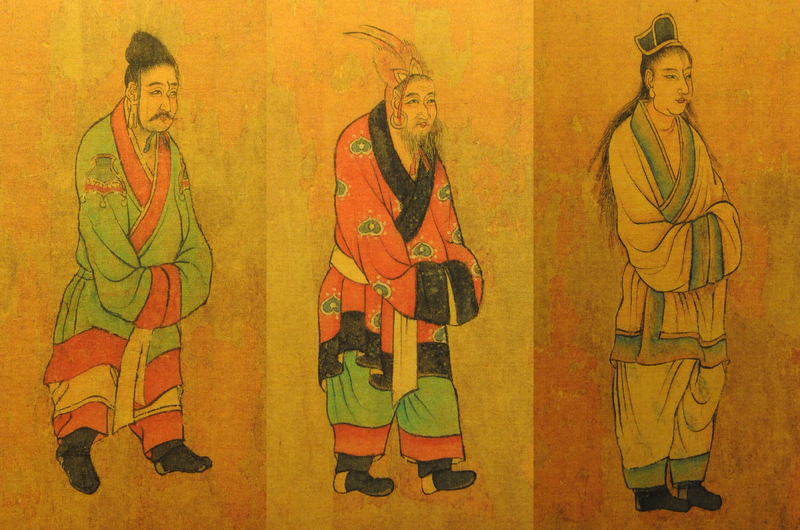
(از چپ به راست) یک فرستاده بکجه، گوگوریو و شیلا که در یک نقاشی از سده ششم میلادی به تصویر کشیده شده اند.

رابطه طولانی مدت کره و ایران با تبادلات فرهنگی آغاز شد که به دوران سه پادشاهی کره، بیش از ۱۶۰۰ سال پیش از طریق جاده ابریشم، بازمی‌گردد. یک شیشه آبی تیره در آرامگاه چونماچونگ، یکی از آرامگاه‌های سلطنتی شیلا که در گیونگجو کشف شد، پیدا شد. یک شمشیر طلایی عجیب و غریب در گیرِیم-رو، خیابانی که آن هم در گیونگجو واقع شده است، پیدا شد. همه اینها آثار باستانی هستند که گمان می‌رود از ایران باستان یا پارس از طریق جاده ابریشم به شیلا ارسال شده باشند،که البته طبیعی است شیلا با جاده ابریشم ارتباطی نداشت زیرا از آن جاده بسیار دورتر بود و احتمالا از تبادلاتش با امپراتوری تانگ حاصل گشته.سایر اقلام کشف شده در طول حفاری شامل یک کاسه نقره‌ای حکاکی شده با تصویری از آناهیتا الهه ایرانی؛ یک خنجر طلایی از پارس؛ نیم‌تنه‌های سفالی؛ و مجسمه‌هایی که بازرگانان خاورمیانه را به تصویر می‌کشند، می‌شود.
تنها در دوران گوریو و در زمان سلطنت پادشاه هیونجونگ بود که تجارت با ایران رسماً در تاریخ کره ثبت شد. اما در محافل دانشگاهی فرض بر این است که هر دو کشور در طول قرن هفتم میلادی در دوران شیلا تبادلات فرهنگی فعالی داشته‌اند، به این معنی که رابطه بین کره و ایران بیش از ۱۵۰۰ سال پیش آغاز شده است. در یک کتاب تاریخی که توسط محقق ایرانی ابن خردادبه نوشته شده است، آمده است که شیلا در منتهی‌الیه شرقی چین واقع شده است و آمده است: «در این کشور زیبای شیلا، طلای فراوان، شهرهای باشکوه و مردمانی سخت‌کوش وجود دارد. فرهنگ آنها با ایران قابل مقایسه است.» سامگوک ساگی - وقایع‌نامه رسمی دوران سه پادشاهی کره، که در سال ۱۱۴۵ گردآوری شده است - شامل توضیحات بیشتری از اقلام تجاری است که توسط بازرگانان خاورمیانه فروخته می‌شد و به طور گسترده در جامعه شیلا مورد استفاده قرار می‌گرفت. تأثیر فرهنگ ایرانی به طرق دیگر نیز عمیقاً احساس می‌شد، به ویژه در زمینه‌های موسیقی، هنرهای تجسمی و ادبیات. محبوبیت طرح‌های ایرانی در کره را می‌توان در استفاده گسترده از گلیم‌های گرد مزین به مروارید و الگوهای متقارن و جانورگونه مشاهده کرد.
شیلا همچنین مورد توجه ژاپنی‌ها بود، زیرا نیهون شوکی و کوجیکی هر دو ادعا می‌کنند که سوسانو (برادر آماتراسو) خدای ژاپنی ابتدا پس از تبعید از آسمان‌ها از پادشاهی شیلا ظهور کرد، اما پس از نارضایتی از این سرزمین، شبه‌جزیره کره را به مقصد مجمع‌الجزایر ژاپن ترک کرد. او همچنین به عنوان وسیله‌ای برای پخش تبلیغات از طریق نیسن دوسورون مورد استفاده قرار گرفت مبنی بر اینکه سوسانو زمانی بر شیلا سلطنت می‌کرده و کره‌ای‌های مدرن از نوادگان او (به نوبه خود ژاپنی‌ها) هستند و در نهایت از او برای توجیه اشغال کره توسط ژاپن استفاده شد.

## نگارخانه

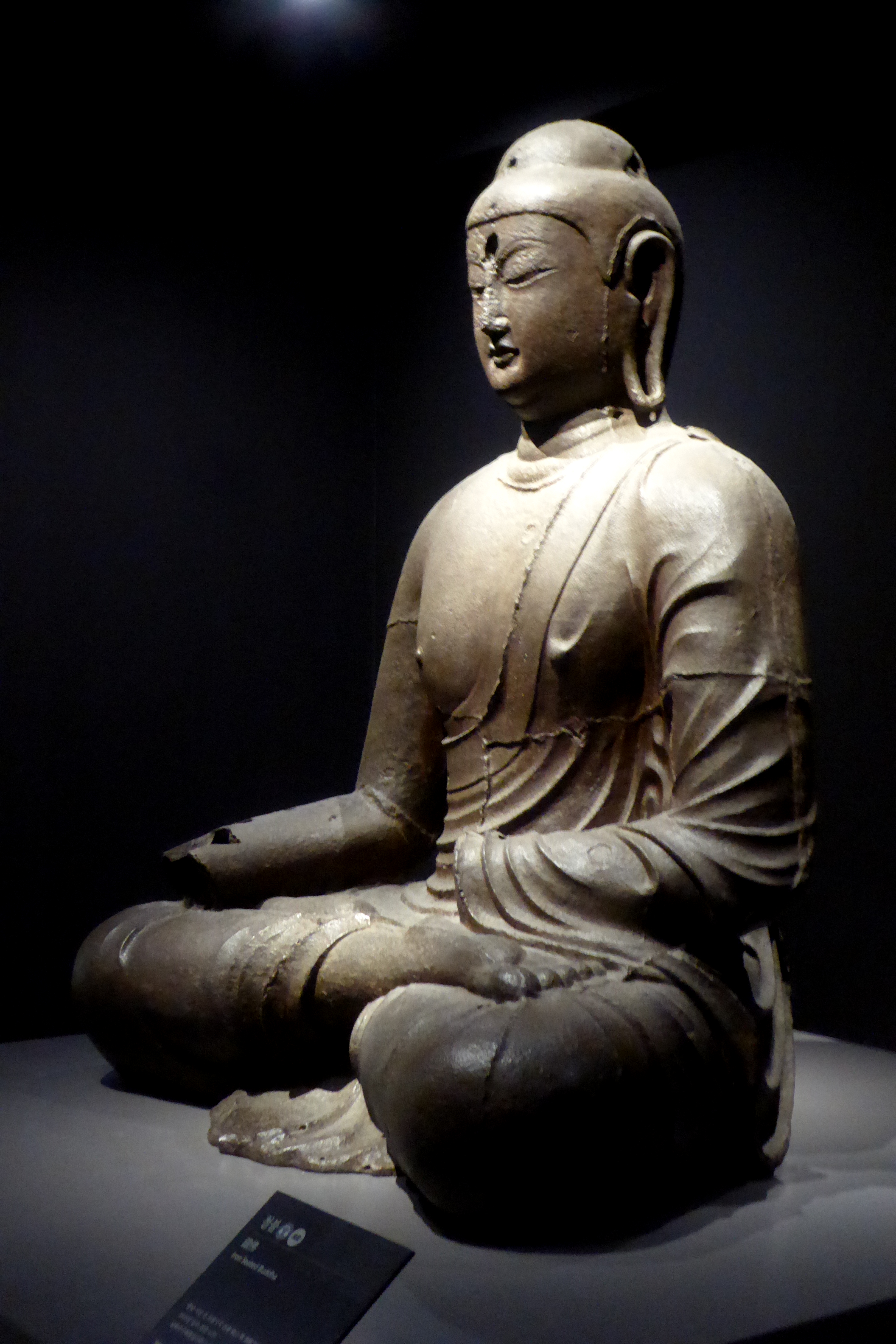
بودای نشسته آهنی شیلا
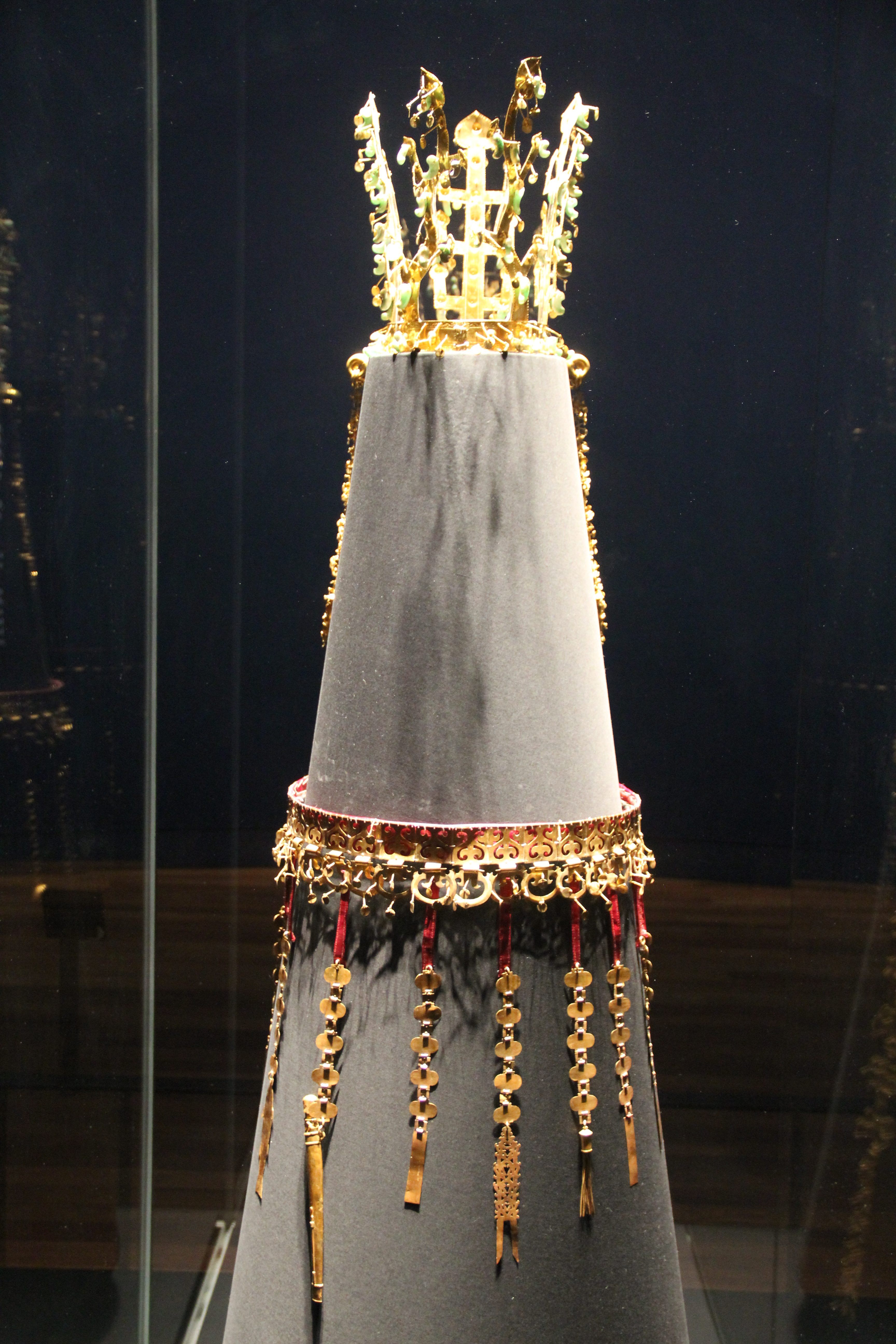
تاج و کمربند طلایی پادشاهان شیلا
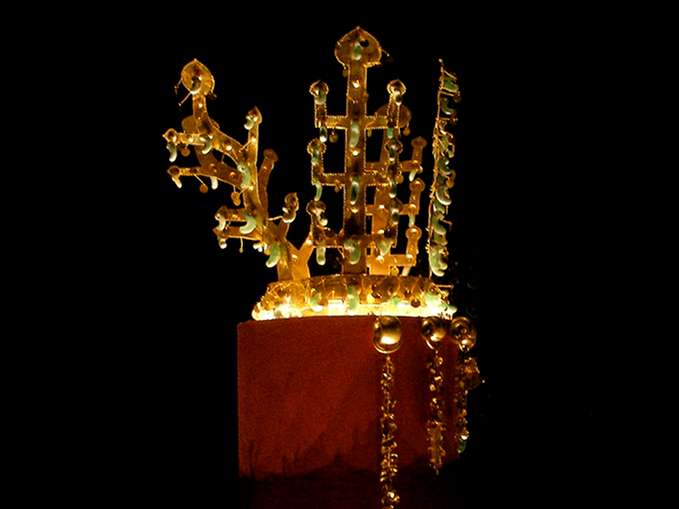
تاج پادشاهان شیلا (نزدیک)
نقشه کاخ سلطنتی شیلا - گیونگجو (سورابل)
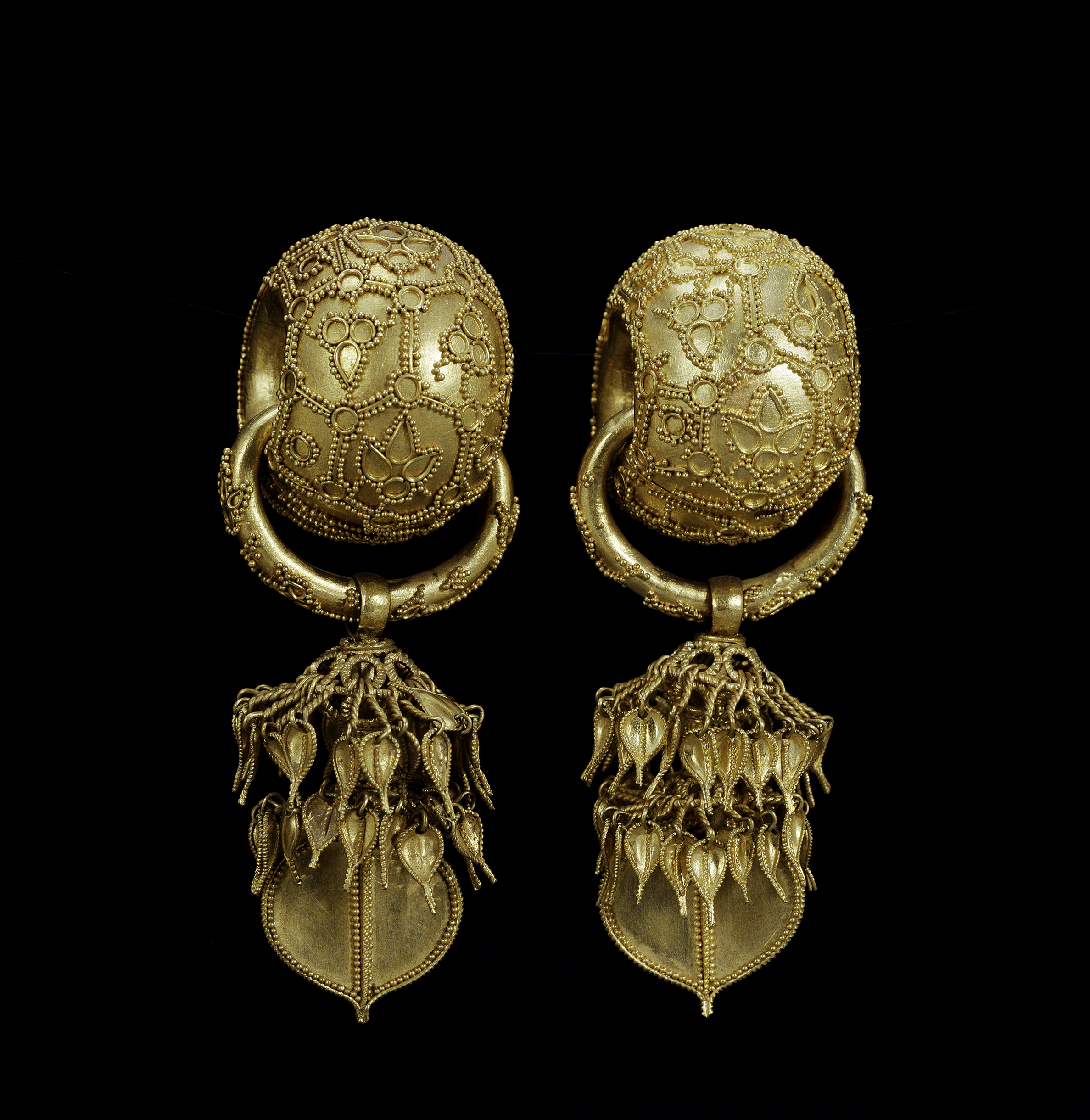
گوشواره کشف شده از زمان حکومت شیلا
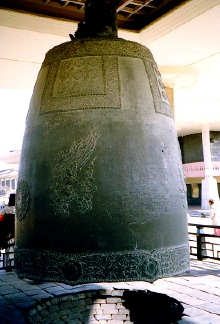
ناقوس اِلهی شیلا که در سال ۷۷۱ ساخته شد بزرگترین ناقوس کره است.
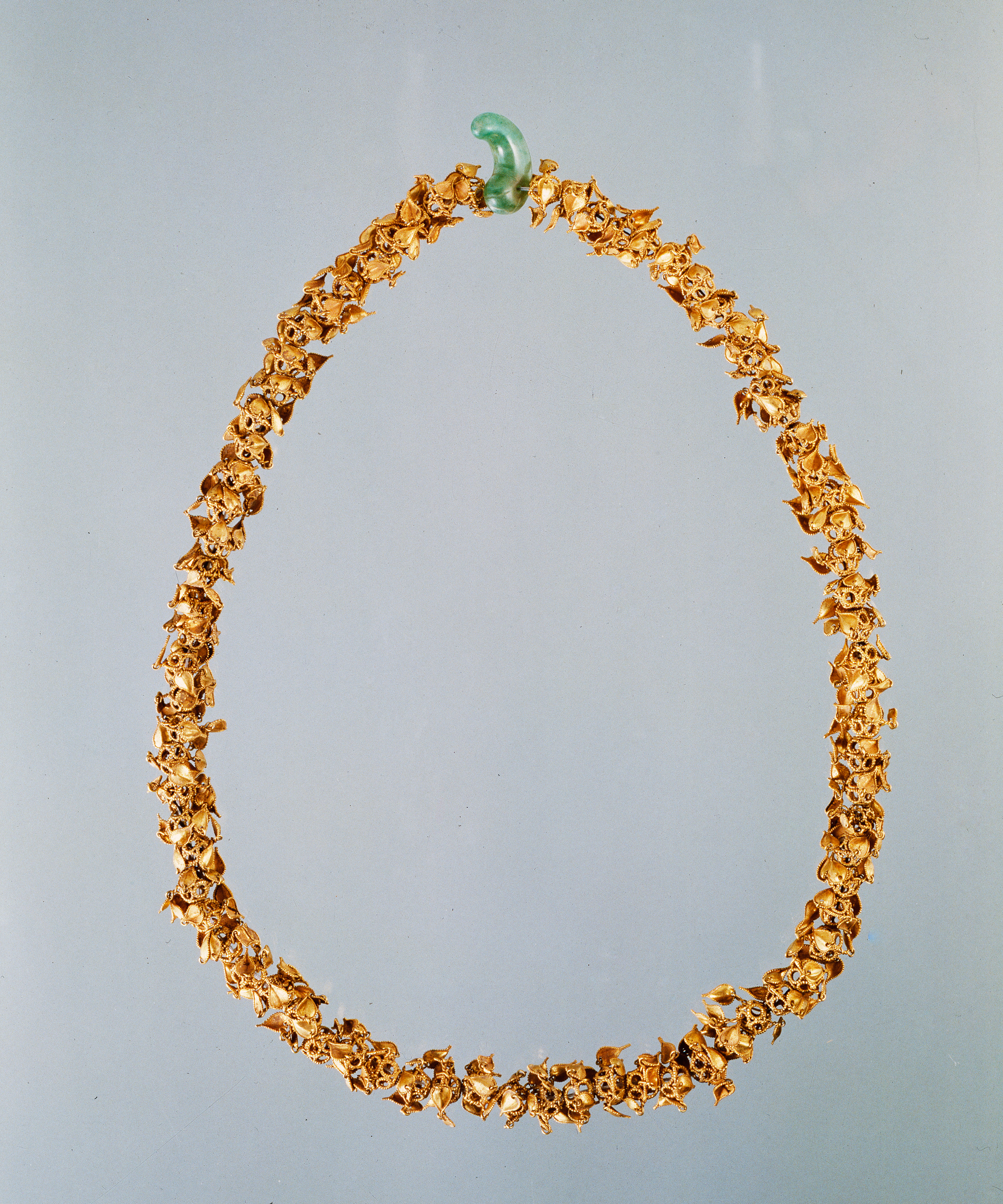
گردنبند طلایی شیلا
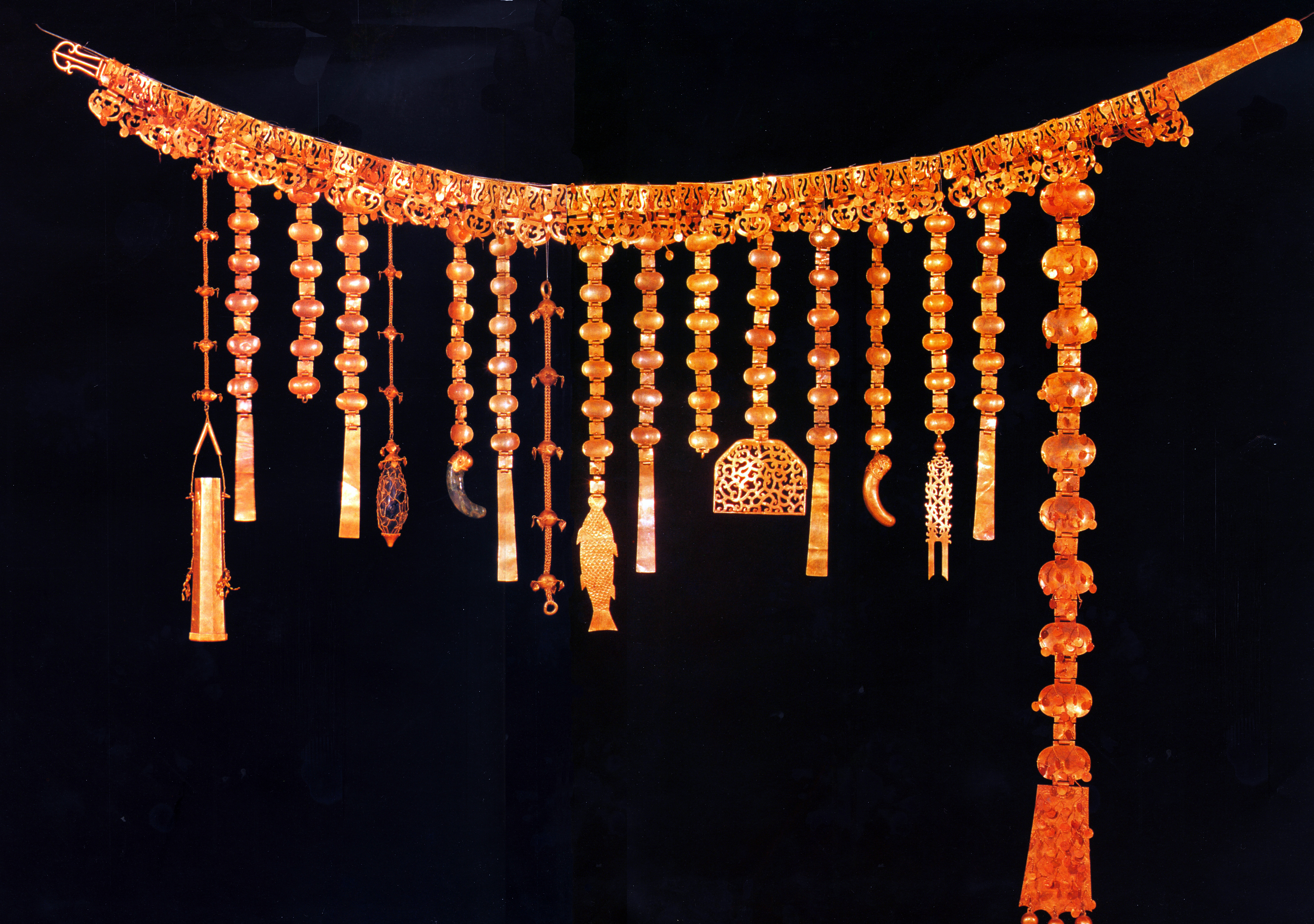
کمربند طلایی پادشاهان شیلا.
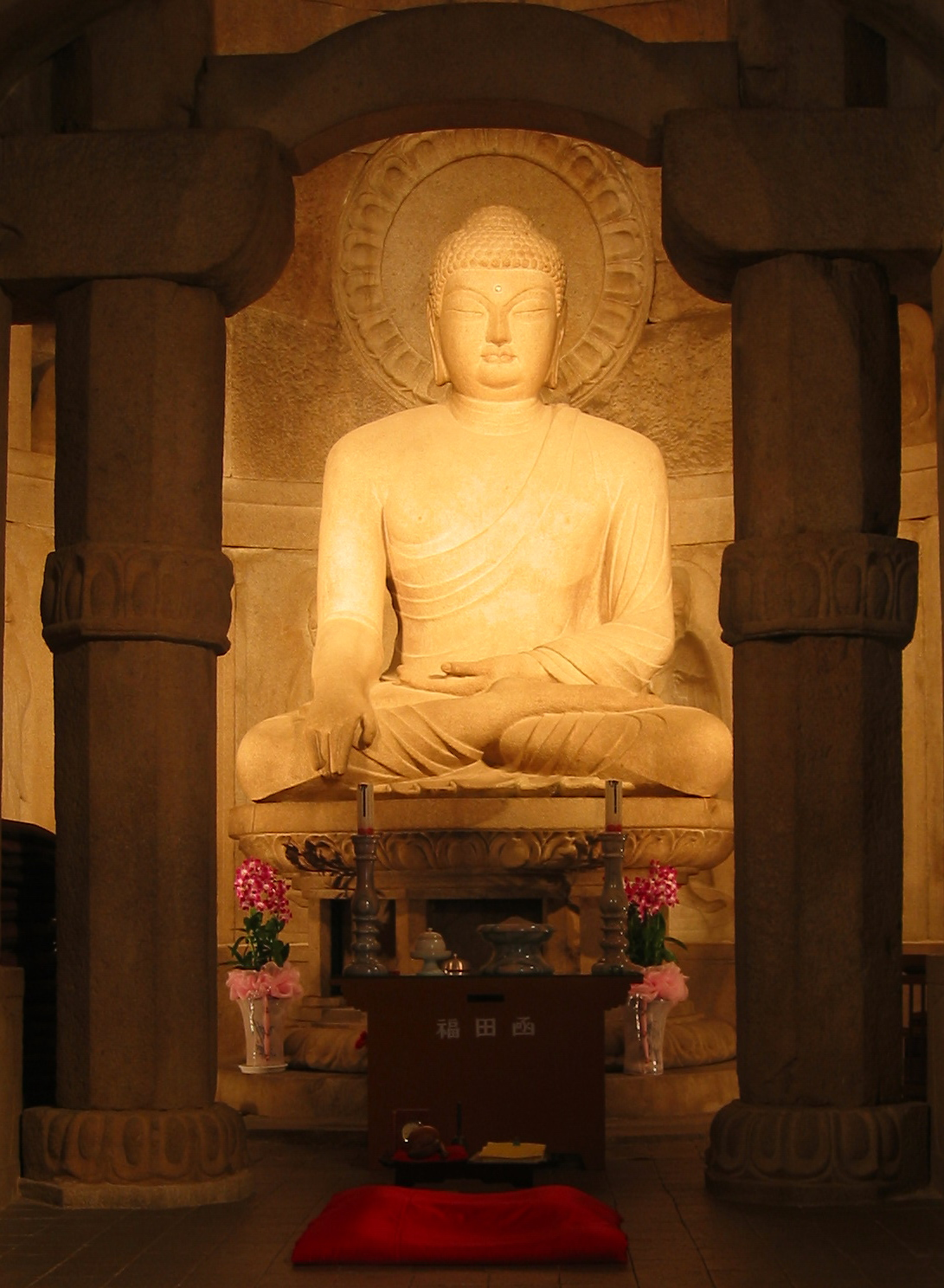
مجسمه بودا در معبد ساکورام که از دوران شیلا به جا مانده است.
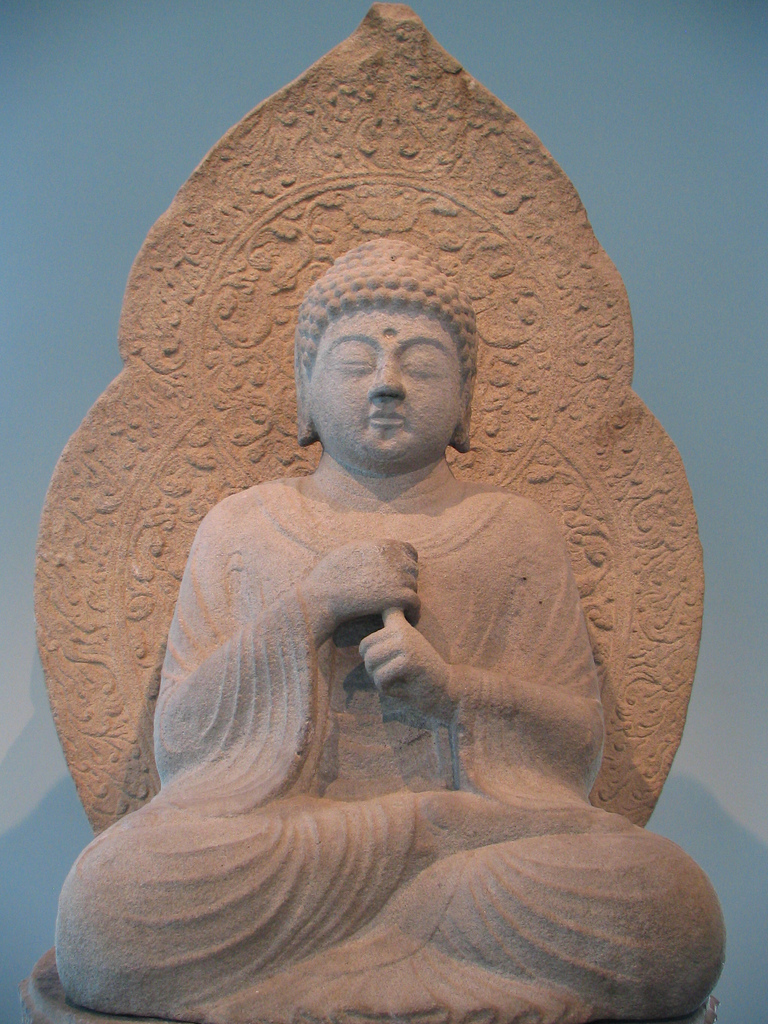
مجسمه بودای شیلا
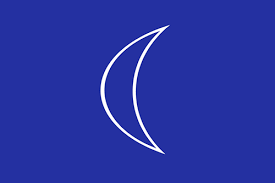
پرچم شیلا
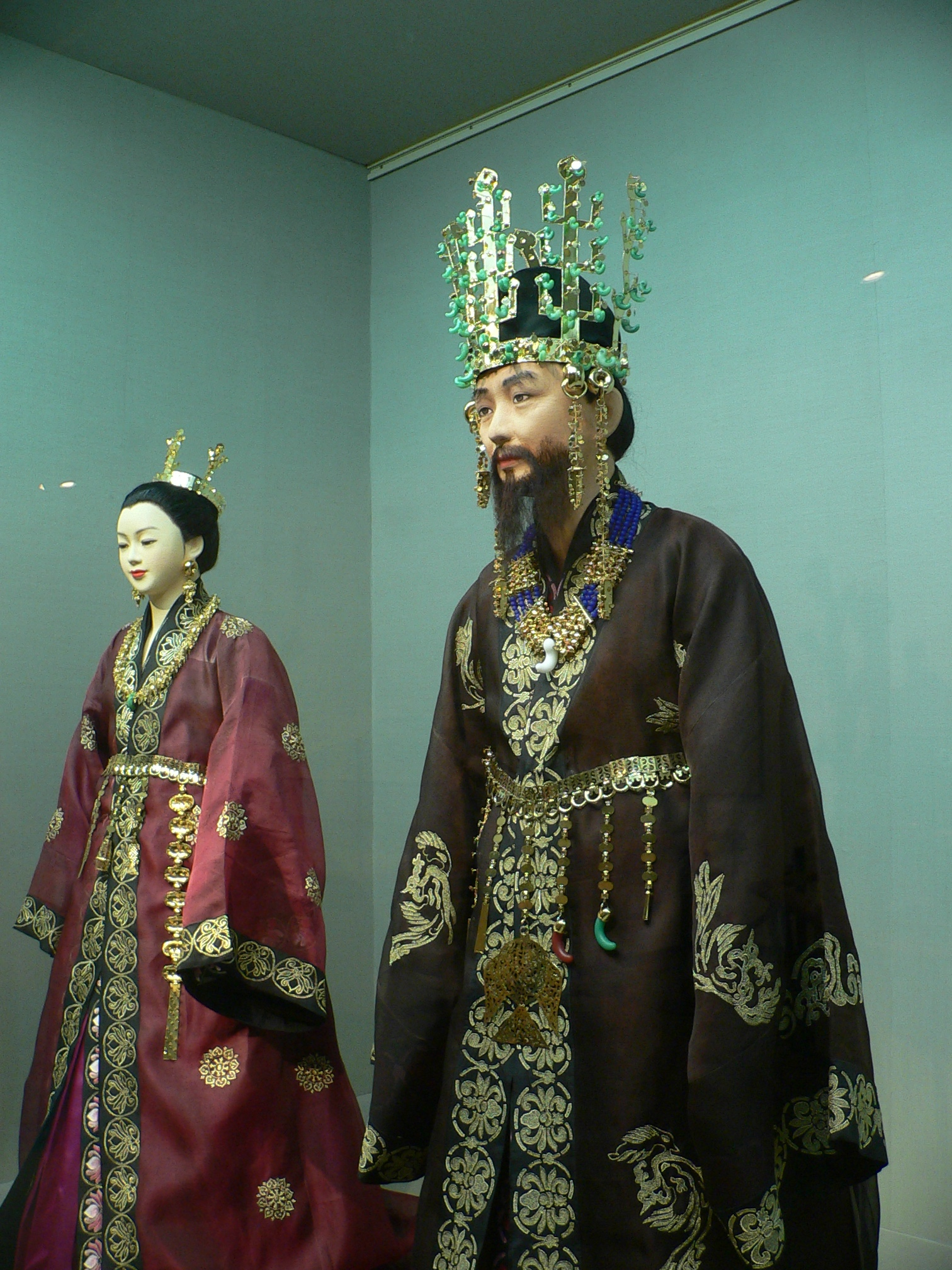
مجسمه پادشاه و ملکه شیلا
نشان خاندان کیم
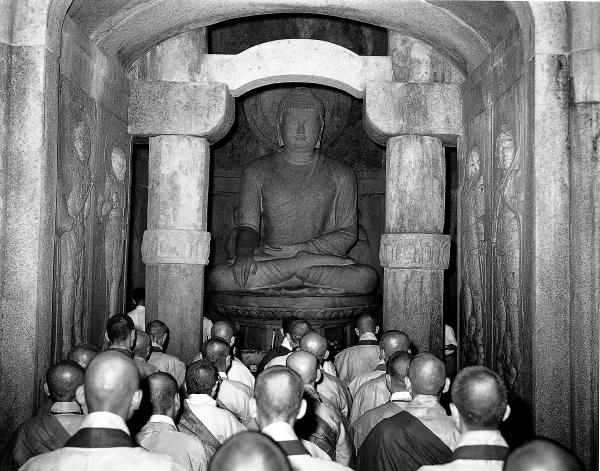
راهبان بودایی در معبد ساکورام شیلا
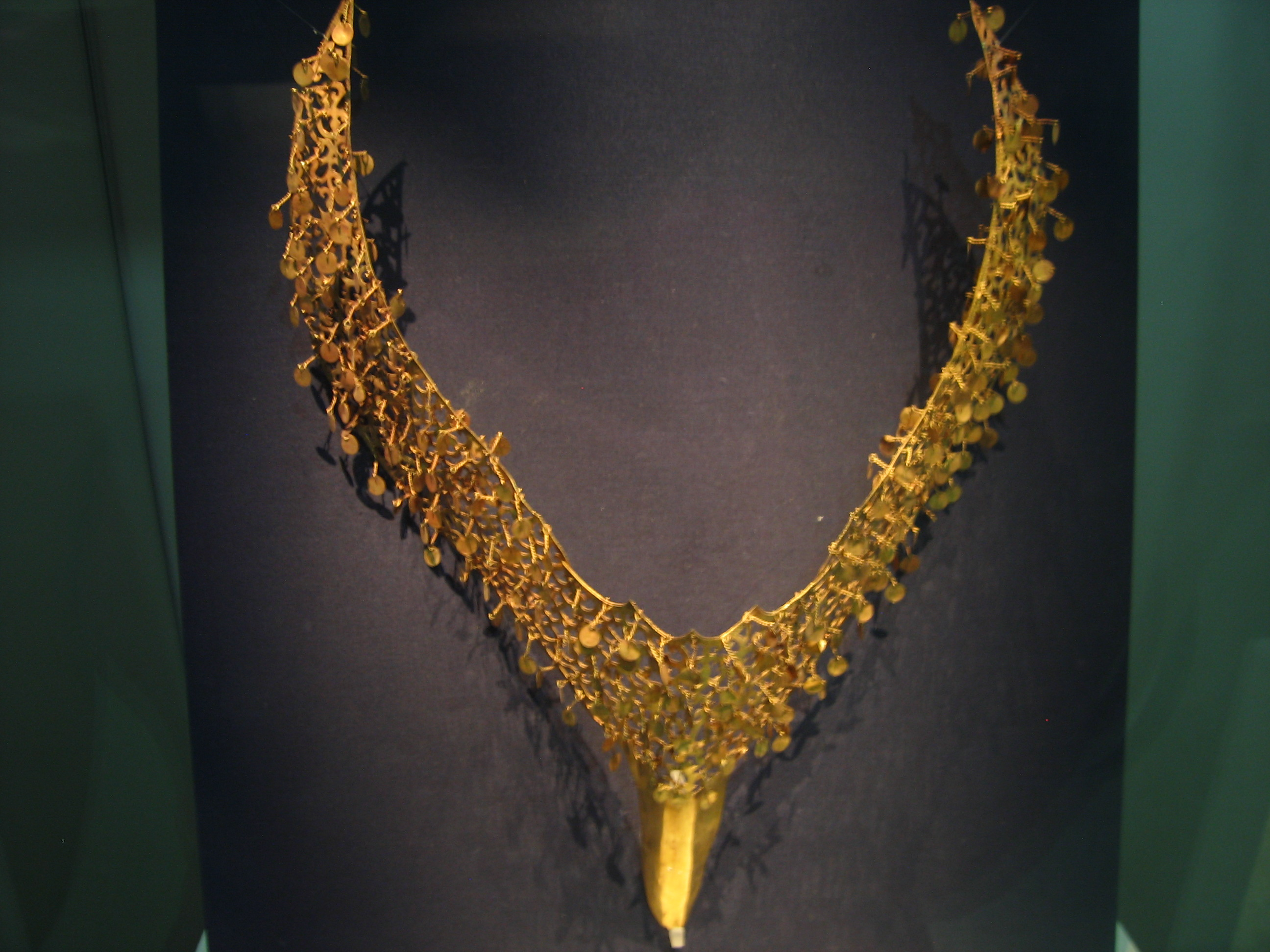
تزئینات تاج طلایی شیلا که مورد استفاده حاکمان شیلا بود.
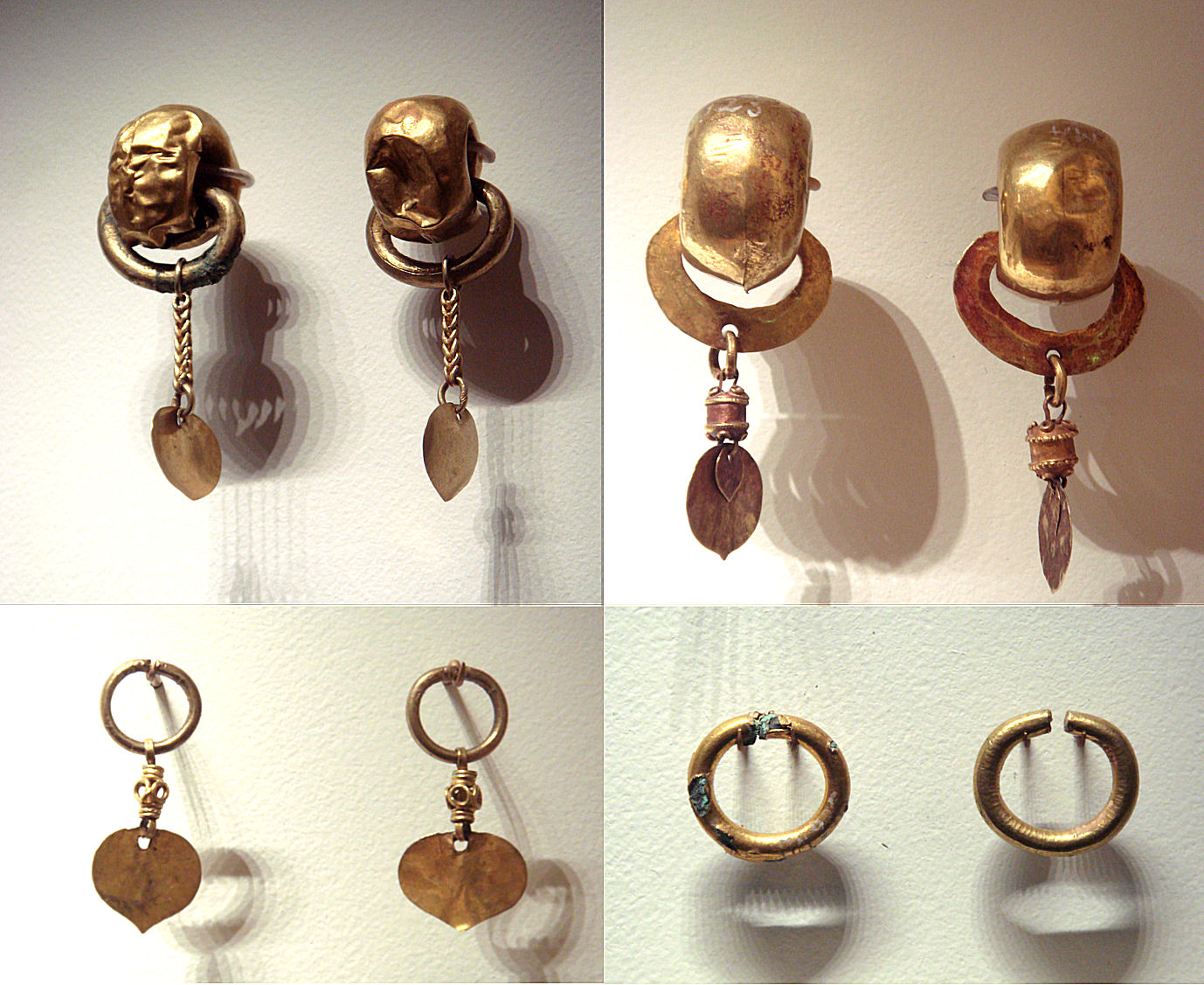
گوشواره طلایی شیلا
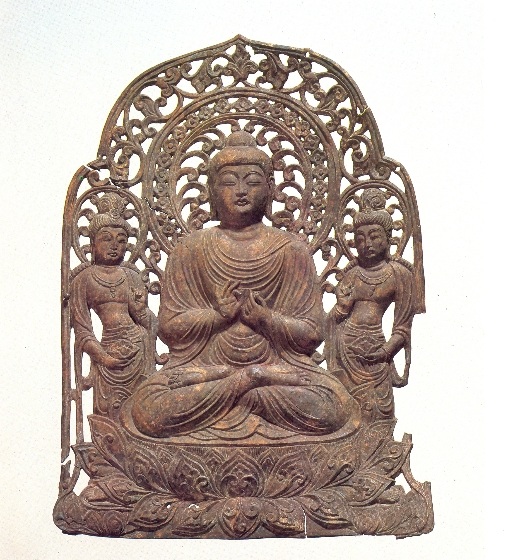
بودای شیلایی
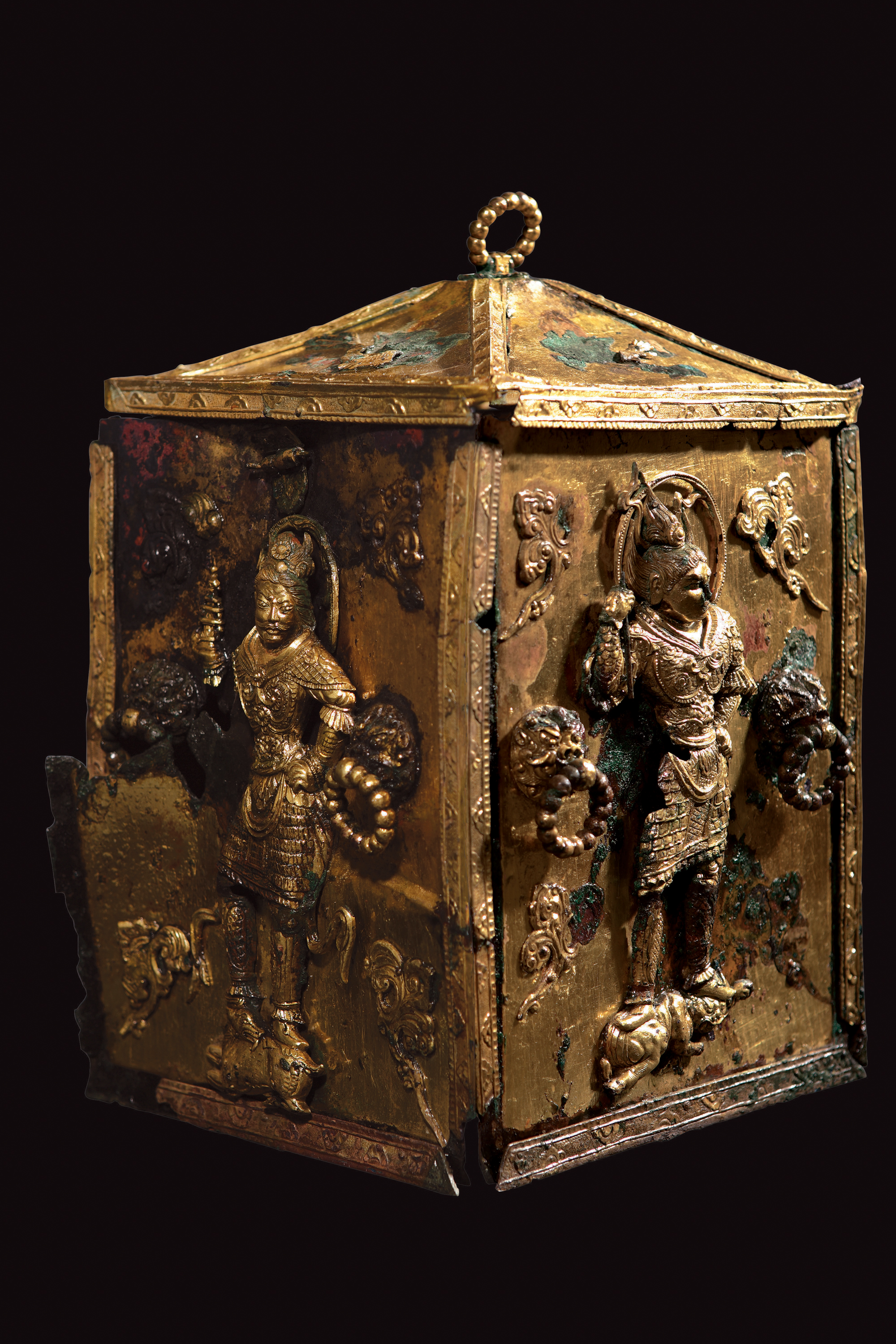
تکیه بتکده طلایی که در معبد گامونسا کشف شد یادگاری از پادشاه مونمو است.
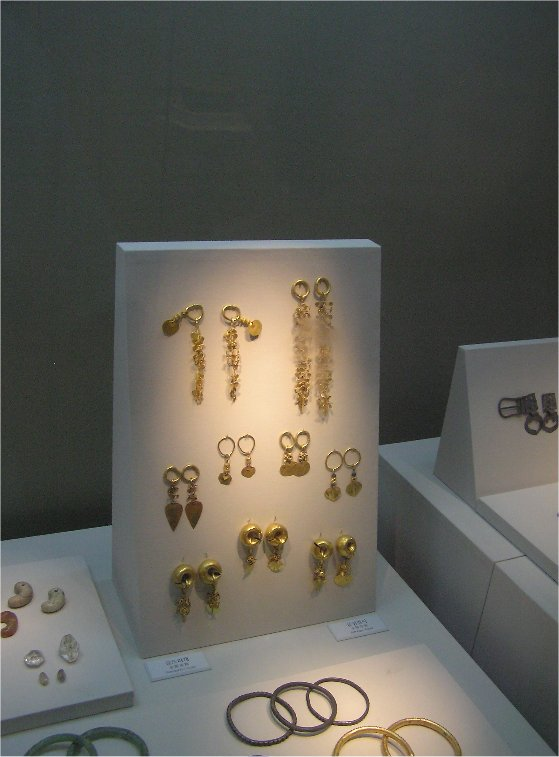
زیور آلات سلطنتی شیلا در موزه ملی گیونگجو

## فهرست فرمانروایان شیلا
| #          | نام پادشاه   | نام اصلی                   | فرنام (لقب)             | دوره زندگانی (میلادی) | نسبت با پادشاهان پیشین              | دوره سلطنت (میلادی) | پایتخت    |
| ---------- | ------------ | -------------------------- | ----------------------- | --------------------- | ----------------------------------- | ------------------- | --------- |
| ۱          | هیوک‌گوسه     | پارک هیوک‌گوسه              | گوسوگان                 | ۶۹ ق. م - ۴ م         | بنیانگذار پادشاهی شیلا              | ۵۷ ق م - ۴ م        | گوم‌سونگ   |
| ۲          | نامهه        | پارک نامهه                 | چاچاوونگ                | ؟ - ۲۴                | پسر هیوک‌گوسه                        | ۴–۲۴                | گوم‌سونگ   |
| ۳          | یوری         | پارک یوری                  | ایساگوم                 | ؟ - ۵۷                | پسر نامهه                           | ۲۴–۵۷               | گوم‌سونگ   |
| ۴          | تالهه        | سوک تالهه                  | ایساگوم                 | ؟ - ۸۰                | شوهر خواهر یوری                     | ۵۷–۸۰               | گوم‌سونگ   |
| ۵          | پاسا         | پارک پاسا پارک گوم         | ایساگوم                 | ؟ - ۱۱۲               | پسر یوری                            | ۸۰–۱۱۲              | گوم‌سونگ   |
| ۶          | جیما         | پارک جیما                  | ایساگوم                 | ؟ - ۱۳۴               | پسر پاسا                            | ۱۱۲–۱۳۴             | گوم‌سونگ   |
| ۷          | ایلسونگ      | پارک ایلسونگ               | ایساگوم                 | ؟ - ۱۵۴               | پسر یوری                            | ۱۳۴–۱۵۴             | گوم‌سونگ   |
| ۸          | آدالا        | پارک آدالا                 | ایساگوم                 | ؟ - ۱۸۴               | پسر ایلسونگ                         | ۱۵۴–۱۸۴             | گوم‌سونگ   |
| ۹          | بولهیو       | سوک بولهیو                 | ایساگوم                 | ؟ - ۱۹۶               | نوه تالهه                           | ۱۸۴–۱۹۶             | گوم‌سونگ   |
| ۱۰         | نه‌هه         | سوک نه‌هه سوک یوب           | ایساگوم                 | ؟ - ۲۳۰               | نوه بولهیو                          | ۱۹۶–۲۳۰             | گوم‌سونگ   |
| ۱۱         | چوبون        | سوک چوبون                  | ایساگوم                 | ؟ - ۲۴۷               | پسر عموی نه‌هه                       | ۲۳۰–۲۴۷             | گوم‌سونگ   |
| ۱۲         | چومهه        | سوک چومهه                  | ایساگوم                 | ؟ - ۲۶۱               | برادر چوبون                         | ۲۴۷–۲۶۱             | گوم‌سونگ   |
| ۱۳         | میچو         | کیم میچویی آ               | ایساگوم                 | ؟ - ؟                 | نخستین پادشاه از خانواده کیم        | ۲۶۲–۲۸۴             | گوم‌سونگ   |
| ۱۴         | یوریه        | سوک یوریه                  | ایساگوم                 | ؟ - ۲۹۸               | پسر چوبون                           | ۲۸۴–۲۹۸             | گوم‌سونگ   |
| ۱۵         | گیریم        | سوک گیریم                  | ایساگوم                 | ؟ - ۳۱۰               | برادرزاده یوریه                     | ۲۹۸–۳۱۰             | گوم‌سونگ   |
| ۱۶         | هولهه        | سوک هولهه                  | ایساگوم                 | ؟ - ۳۵۶               | نوه نه‌هه                            | ۳۱۰–۳۵۶             | گوم‌سونگ   |
| ۱۷         | نه‌مول        | کیم نه‌مول                  | ماریپگان                | ؟ - ۴۰۲               | برادرزاده میچو                      | ۳۵۶–۴۰۲             | سورابول   |
| ۱۸         | شیلسونگ      | کیم شیلجو                  | ماریپگان                | ؟ - ۴۱۷               | پسر عموی نه‌مول                      | ۴۰۲–۴۱۷             | سورابول   |
| ۱۹         | نولجی        | کیم نولچی                  | ماریپگان                | ؟ - ۴۵۸               | پسر نه‌مول                           | ۴۱۷–۴۵۸             | سورابول   |
| ۲۰         | جابی         | کیم جابی                   | ماریپگان                | ؟ - ۴۷۹               | پسر نولجی                           | ۴۵۸–۴۷۹             | سورابول   |
| ۲۱         | سوجی         | کیم سوجی                   | ماریپگان                | ؟ - ۵۰۰               | پسر جابی                            | ۴۷۹–۵۰۰             | سورابول   |
| ۲۲         | جیجونگ       | کیم چی دائه رو             | یئونگ وانگ              | ۴۳۷–۵۱۴               | پسر برادرزاده نولجی                 | ۵۰۰–۵۱۴             | سورابول   |
| ۲۳         | بوپ‌هونگ      | کیم پوفونگ                 | یئونگ وانگ              | ؟ - ۵۴۰               | پسر جیجونگ                          | ۵۱۴–۵۴۰             | سورابول   |
| ۲۴         | جین‌هونگ      | کیم چین هی یئونگ           | یئونگ وانگ              | ۵۲۶–۵۷۶               | برادرزاده بوپ‌هونگ                   | ۵۴۰–۵۷۶             | سورابول   |
| ۲۵         | جینجی        | کیم چینجا                  | یئونگ وانگ              | ؟ - ۵۷۹               | پسر جین‌هونگ                         | ۵۷۶–۵۷۹             | سورابول   |
| ۲۶         | جینپیونگ     | کیم جینپیونگ               | پائک چونگ وانگ          | ۵۶۷–۶۳۲               | برادرزاده جینجی                     | ۵۷۹–۶۳۲             | سورابول   |
| ۲۷         | ملکه سوندوک  | کیم دوکمان                 | یووانگ                  | ؟ - ۶۴۷               | دختر جینپیونگ                       | ۶۳۲–۶۴۷             | سورابول   |
| ۲۸         | ملکه جیندوک  | کیم چیون دی اوک یی او وانگ | یووانگ                  | ؟ - ۶۵۴               | برادرزاده جینپیونگ                  | ۶۴۷–۶۵۴             | سورابول   |
| ۲۹         | مویول        | کیم چونچو                  | ته‌جونگ مویول یی او وانگ | ۶۰۴–۶۶۱               | نوه جینجی و خواهرزاده ملکه سوندوک   | ۶۵۴–۶۶۱             | سورابول   |
| شیلای متحد |              |                            |                         |                       |                                     |                     |           |
| ۳۰         | مونمو        | کیم بوپ‌مین                 | مونمو وانگ              | ۶۲۸–۶۸۱               | پسر مویول                           | ۶۶۱–۶۸۱             | سورابول   |
| ۳۱         | شینمون       | کیم چه آونگ می یه آونگ     | سینمون وانگ             | ؟ - ۶۹۲               | پسر مونمو                           | ۶۸۱–۶۹۲             | سئورابئول |
| ۳۲         | هیوسو        | کیم ای گونگ                | هیوسو وانگ              | ۶۸۷–۷۰۲               | پسر شینمون                          | ۶۹۲–۷۰۲             | سئورابئول |
| ۳۳         | سونگدوک      | کیم گیم سونگ ووک           | سه آونگ دوک وانگ        | ؟ - ۷۳۷               | پسر شینمون                          | ۷۰۲–۷۳۷             | سئورابئول |
| ۳۴         | هیوسونگ      | کیم سه آونگ گی یه اوم      | هیوسونگ وانگ            | ؟ - ۷۴۲               | پسر سونگدوک                         | ۷۳۷–۷۴۲             | سئورابئول |
| ۳۵         | گیونگدوک     | کیم هیو نی یه آونگ         | گیونگدوک وانگ           | ؟ - ۷۶۵               | پسر سونگدوک                         | ۷۴۲–۷۶۵             | سئورابئول |
| ۳۶         | هیه‌گونگ      | کیم گه اون آن              | هیه گونگ وانگ           | ۷۵۸–۷۸۰               | پسر گیونگدوک                        | ۷۶۵–۷۸۰             | سئورابئول |
| ۳۷         | سوندوک       | کیم یانگ سانگ              | سیون دی اوک وانگ        | ؟ - ۷۸۵               | خواهرزاده گیونگدوک                  | ۷۸۰–۷۸۵             | سئورابئول |
| ۳۸         | ونسونگ       | کیم گیونگ سین              | وون سونگ وانگ           | ؟ - ۷۹۸               | از نسل نه‌مول                        | ۷۸۵–۷۹۸             | سئورابئول |
| ۳۹         | سوسونگ       | کیم جون آونگ               | سوسونگ وانگ             | ؟ - ۸۰۰               | نوه ونسونگ                          | ۷۹۸–۸۰۰             | سئورابئول |
| ۴۰         | ئه‌جانگ       | کیم چیونگ میونگ جانگ هیه   | آئه جانگ وانگ           | ۷۸۸–۸۰۹               | پسر سوسونگ                          | ۸۰۰–۸۰۹             | سئورابئول |
| ۴۱         | هوندوک       | کیم ای یون سی یه آونگ      | هوندوک وانگ             | ؟ - ۸۲۶               | برادر سوسونگ                        | ۸۰۹–۸۲۶             | سئورابئول |
| ۴۲         | هیونگدوک     | کیم گی یئونگ هیه           | هونگ دئوک وانگ          | ۷۷۷–۸۳۶               | برادر هوندوک و سوسونگ               | ۸۲۶–۸۳۶             | سئورابئول |
| ۴۳         | هیگانگ       | کیم جه ریونگ جیونگ         | هوی گانگ وانگ           | ؟ - ۸۳۸               | پسر نوه ونسونگ                      | ۸۳۶–۸۳۸             | سئورابئول |
| ۴۴         | مینه         | کیم می یئونگ               | مینائه وانگ             | ۸۱۷–۸۳۹               | برادرزاده هیونگدوک، هوندوک و سوسونگ | ۸۳۸–۸۳۹             | سئورابئول |
| ۴۵         | شینمو        | کیم آجینگ                  | سینمو وانگ              | ؟ - ۸۳۹               | پسر عموی هیگانگ                     | ۸۳۹                 | سئورابئول |
| ۴۶         | مونسونگ      | کیم گیونگ ای یانگ          | مونسونگ وانگ            | ؟ - ۸۵۷               | پسر شینمو                           | ۸۳۹–۸۵۷             | سئورابئول |
| ۴۷         | هونان        | کیم ای جیونگ گیگ ای چیونگ  | هه او نان وانگ          | ؟ - ۸۶۱               | برادر شینمو                         | ۸۵۷–۸۶۱             | سئورابئول |
| ۴۸         | کیونگمون     | کیم آنگ ری یه اوم          | گیونگ مون وانگ          | ۸۴۱–۸۷۵               | نوه هیگانگ                          | ۸۶۱–۸۷۵             | سئورابئول |
| ۴۹         | هونگانگ      | کیم چیون                   | هیون گانگ وانگ          | ۸۶۱–۸۸۶               | پسر کیونگمون                        | ۸۷۵–۸۸۶             | سئورابئول |
| ۵۰         | چونگگانگ     | کیم هوآگانگ                | جیونگ گانگ وانگ         | ۸۶۳–۸۸۷               | پسر کیونگمون                        | ۸۸۶–۸۸۷             | سئورابئول |
| ۵۱         | ملکه جینسونگ | کیم مان وون                | جین سئونگ وانگ          | ۸۶۵–۸۹۷               | دختر کیونگمون                       | ۸۸۷–۸۹۷             | گیونگجو   |
| ۵۲         | هیوگونگ      | کیم یو                     | هی یئو گونگ وانگ        | ۸۸۳–۹۱۲               | پسر هونگانگ                         | ۸۹۷–۹۱۲             | گیونگجو   |
| ۵۳         | شیندوک       | باک گیونگ هیه              | سیندوک وانگ             | ؟ - ۹۱۷               | از نسل آدالا و شوهر خواهر هیوگونگ   | ۹۱۲–۹۱۷             | گیونگجو   |
| ۵۴         | گیونگمیونگ   | باک سئونگ یئونگ            | گیونگ میونگ وانگ        | ؟ - ۹۲۴               | پسر شیندوک                          | ۹۱۷–۹۲۴             | گیونگجو   |
| ۵۵         | گیونگه       | باک وی یئونگ               | گیون گائه وانگ          | ؟ - ۹۲۷               | پسر شیندوک                          | ۹۲۴–۹۲۷             | گیونگجو   |
| ۵۶         | گیونگسون     | کیم پو                     | گیونگسون وانگ           | ۸۹۷–۹۷۸               | خواهرزاده هیوگونگ                   | ۹۲۷–۹۳۵             | گیونگجو   |

## یاددشت‌ها
1. ↑  Other name(s): Geumseong (کره‌ای: 금성; هانجا: 金城), Saro (کره‌ای: 사로; هانجا: 斯盧), Sara (کره‌ای: 사라; هانجا: 斯羅), Seonabeol (کره‌ای: 서나벌; هانجا: 徐那伐), Seoyabeol (کره‌ای: 서야벌; هانجا: 徐耶伐), Seobeol (کره‌ای: 서벌; هانجا: 徐伐), Wanggyeong (کره‌ای: 왕경; هانجا: 王京)
2. ↑  With the multiple capitals system; a Supreme capital with one to four secondary capitals (514-c.900)

## پیوند‌های خارجی
- Silla – World History Encyclopedia
- Gyeongju National Museum